# Pont-de-Veyle
Pour les articles homonymes, voir Pont et Veyle.
Ne doit pas être confondu avec Pont-de-Vaux.
Pont-de-Veyle est une commune française du département de l'Ain. Les habitants de Pont-de-Veyle s'appellent les Pont-de-Veylois et les Pont-de-Veyloises.
Elle appartient à la région naturelle de la Bresse méridionale, une zone au paysage plat située entre les massifs du Mâconnais et du Jura. La commune est traversée de nombreux cours d'eau dont la Veyle.
Chef-lieu de l'ancien canton qui portait son nom, la commune bressane appartient depuis 2015 au canton de Vonnas, intégré à l'arrondissement de Bourg-en-Bresse. Après avoir été le chef-lieu de la communauté de communes du canton de Pont-de-Veyle, elle est le siège de la communauté de communes de la Veyle depuis 2017.
Elle est aussi ville-centre de l'unité urbaine de Crottet - Pont-de-Veyle, au même titre que la commune voisine de Crottet.

## Géographie

### Localisation
Pont-de-Veyle est une commune du département de l'Ain située sur la rive gauche de la Saône à hauteur de Mâcon. Elle est située au carrefour des axes de communication A6 (Paris - Lyon) et A40 (Mâcon - Genève). La ligne TGV Paris - Genève se raccorde également au niveau de Pont-de-Veyle pour rejoindre Bourg-en-Bresse et la Suisse à partir de Mâcon.
À vol d'oiseau, Pont-de-Veyle est distante de 60 km de l'agglomération lyonnaise au sud, de 10 km de Mâcon à l'ouest et de 30 km de la préfecture de l'Ain, Bourg-en-Bresse.
Pont-de-Veyle se situe dans la vallée de la Saône, en limite de la région de la Dombes au sud et de la Bresse au nord. Le relief est peu marqué, étant donné une différence de sept mètres d'altitude entre le point culminant (179 m) et le point le plus bas (172 m). La Veyle, affluent de la Saône se sépare en deux bras à Pont-de-Veyle entourant ainsi la ville par de nombreux bras serpentant parmi les prés et les peupliers. Par beau temps, la vue vers l'ouest découvre les monts du Beaujolais de l'autre côté de la Saône. Il est possible d'observer les roches de Solutré et de Vergisson.

### Points extrêmes
- Nord : Moulin de Turignat, 46° 16′ 19″ N, 4° 52′ 46″ E
- Est : Balloux, 46° 15′ 29″ N, 4° 53′ 49″ E
- Sud : Les Teppes, 46° 15′ 28″ N, 4° 53′ 09″ E
- Ouest : Confluence Bief de Malivert - Petite Veyle, 46° 15′ 49″ N, 4° 52′ 00″ E

### Hydrographie

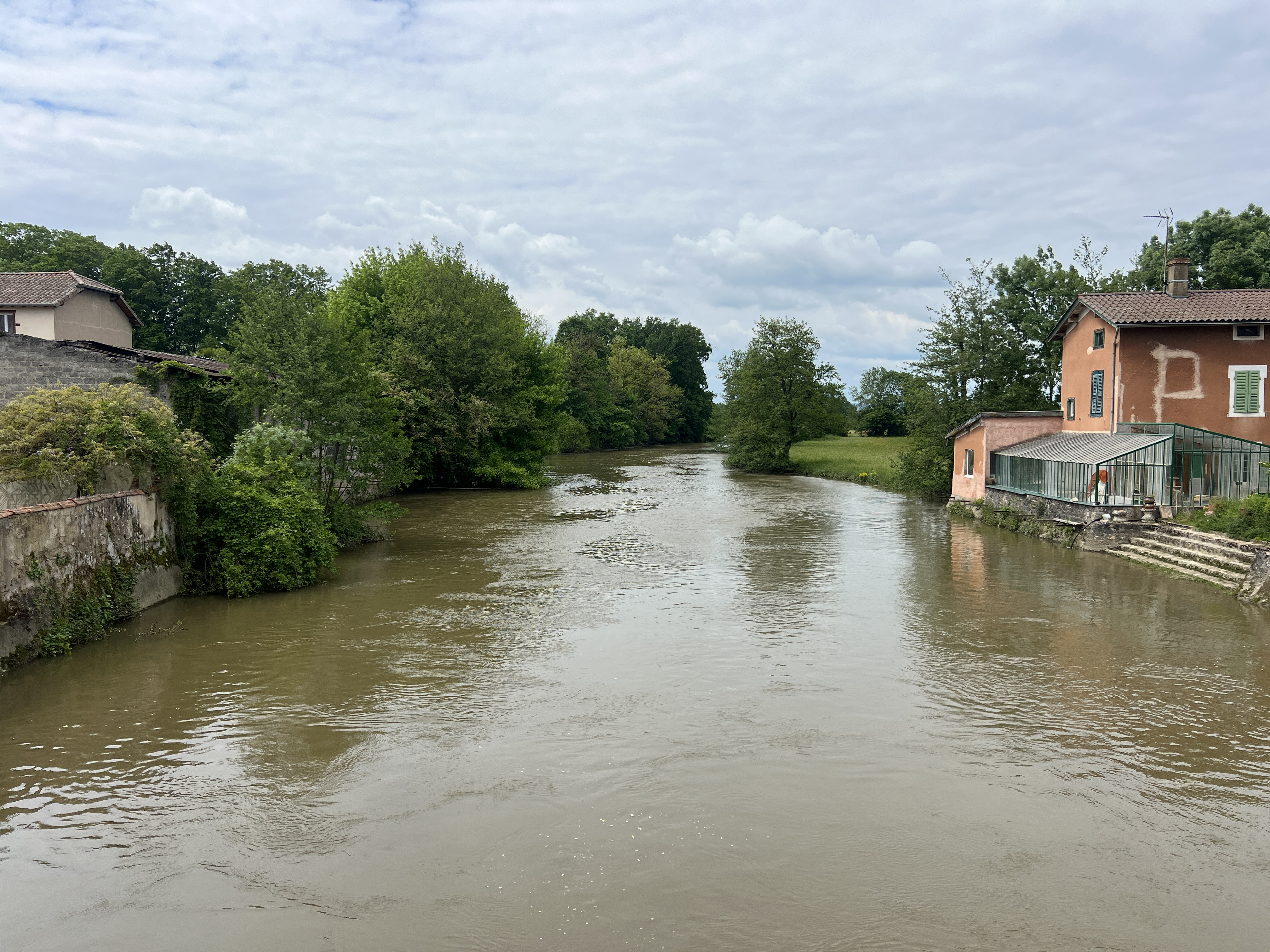
La Veyle près de la Grande rue.

Pont-de-Veyle est traversée par de nombreux cours d'eau. La Veyle, rivière qui a donné en partie le nom de la commune forme la frontière nord avec la commune de Crottet. Ne traversant pas le bourg, elle vient de Saint-Jean-sur-Veyle par l'est, puis suit le parc du château pour ensuite se diriger vers Grièges où elle va se jeter dans la Saône.
La Petite Veyle est un bras de la Veyle qui se sépare de cette dernière dans la commune voisine de Saint-Jean-sur-Veyle et se jette aussi dans la Saône. Elle traverse la commune et passe par le parc du Château. Une partie du cours d'eau forme la frontière sud-est avec Saint-Jean.
Dans le parc du château, Montballant est un ruisseau qui relie la Veyle et la Petite Veyle. Enfin, le Bief de Malivert forme la frontière sud avec Laiz.

### Climat
Pour des articles plus généraux, voir Climat d'Auvergne-Rhône-Alpes et Climat de l'Ain.
En 2010, le climat de la commune est de type climat océanique altéré, selon une étude du CNRS s'appuyant sur une série de données couvrant la période 1971-2000. En 2020, Météo-France publie une typologie des climats de la France métropolitaine dans laquelle la commune est dans une zone de transition entre le climat semi-continental et le climat de montagne et est dans la région climatique Bourgogne, vallée de la Saône, caractérisée par un bon ensoleillement (1 900 h/an), un été chaud (18,5 °C), un air sec au printemps et en été et des vents faibles.
Pour la période 1971-2000, la température annuelle moyenne est de 11,9 °C, avec une amplitude thermique annuelle de 18,4 °C. Le cumul annuel moyen de précipitations est de 816 mm, avec 10,3 jours de précipitations en janvier et 7,3 jours en juillet. Pour la période 1991-2020, la température moyenne annuelle observée sur la station météorologique de Météo-France la plus proche, « Mâcon », sur la commune de Charnay-lès-Mâcon à 9 km à vol d'oiseau, est de 12,3 °C et le cumul annuel moyen de précipitations est de 833,7 mm,. Pour l'avenir, les paramètres climatiques de la commune estimés pour 2050 selon différents scénarios d'émission de gaz à effet de serre sont consultables sur un site dédié publié par Météo-France en novembre 2022.

### Voies de communication et transports

Les axes de communication de la commune.

Pont-de-Veyle étant une commune importante au niveau local, des axes de communication assez important traversent la commune ou passent à proximité de cette dernière.

#### Routes

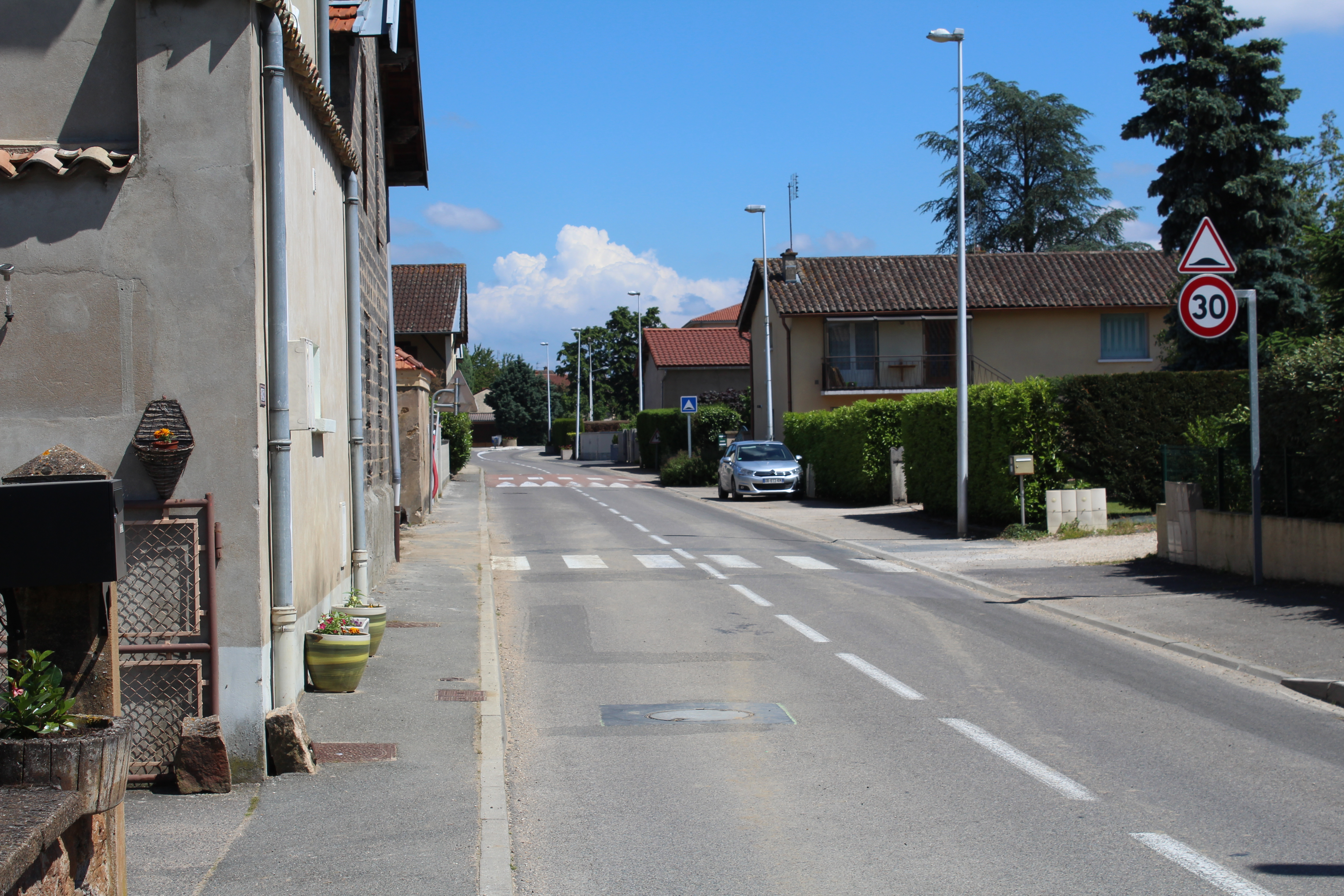
Route D 51^{B} en direction du centre.

La route départementale D933 traverse le centre de la commune. Avant 1972, cette voie faisait partie de la route nationale 433 qui reliait Saint-Germain-du-Plain à Lyon mais cette dernière a été déclassée en trois voies en fonction des trois départements qu'elle traversait. Constituant une déviation du centre-ville puisqu'elle invite les usagers à éviter de rejoindre la grande rue, cette voie permet de rejoindre Crottet par le nord en passant par La Gare, lieu-dit de cette dernière. De plus, cette voie permet de rejoindre Replonges, Mâcon et Bourg-en-Bresse. Par le sud, elle permet de se diriger à Thoissey, Châtillon-sur-Chalaronne en prenant la route départementale D 2 et Laiz en prenant la route départementale D 66. Au niveau départemental, cette route relie Sermoyer au nord à Massieux au sud.
Cet axe principal sépare la route départementale D 51B en deux tronçons. Au nord, elle fait une partie de la frontière avec Saint-Jean-sur-Veyle et permet de rejoindre ce village et Vonnas. Au sud, la route part de la Place Bellecour et rejoint le bourg de Grièges et un de ses hameaux, Faty-Villeneuve.
Néanmoins, aucune autoroute ne traverse la commune même si trois se trouvent à moins de 7 km à vol d'oiseau. En premier lieu, l'autoroute A40 qui se situe sur un axe entre Mâcon et Genève est une portion de la Route Centre-Europe Atlantique qui relie l'ouest de la France avec Bordeaux et Nantes à l'est du pays dont Annemasse. Elle propose aux usagers de rejoindre Mâcon, Paris ou Bourg-en-Bresse et Genève en empruntant la gare de péage de Replonges. De l'autre côté de la Saône, l'autoroute A6 est la voie express reliant Paris à Lyon. Au sud de la capitale des Gaules, l'axe devient l'autoroute A7 jusqu'à Marseille.
L'autoroute A406 est l'autoroute reliant l'A40 et l'A6 et qui permet aux automobilistes de gagner un quart d'heure pour aller à Mâcon Sud en évitant le centre. Afin d'accéder au contournement de Mâcon, il suffit de se rendre à la gare de péage de Crottet. Cette autoroute permet d'accéder à l'A6 en direction de Lyon.

#### Voies ferroviaires

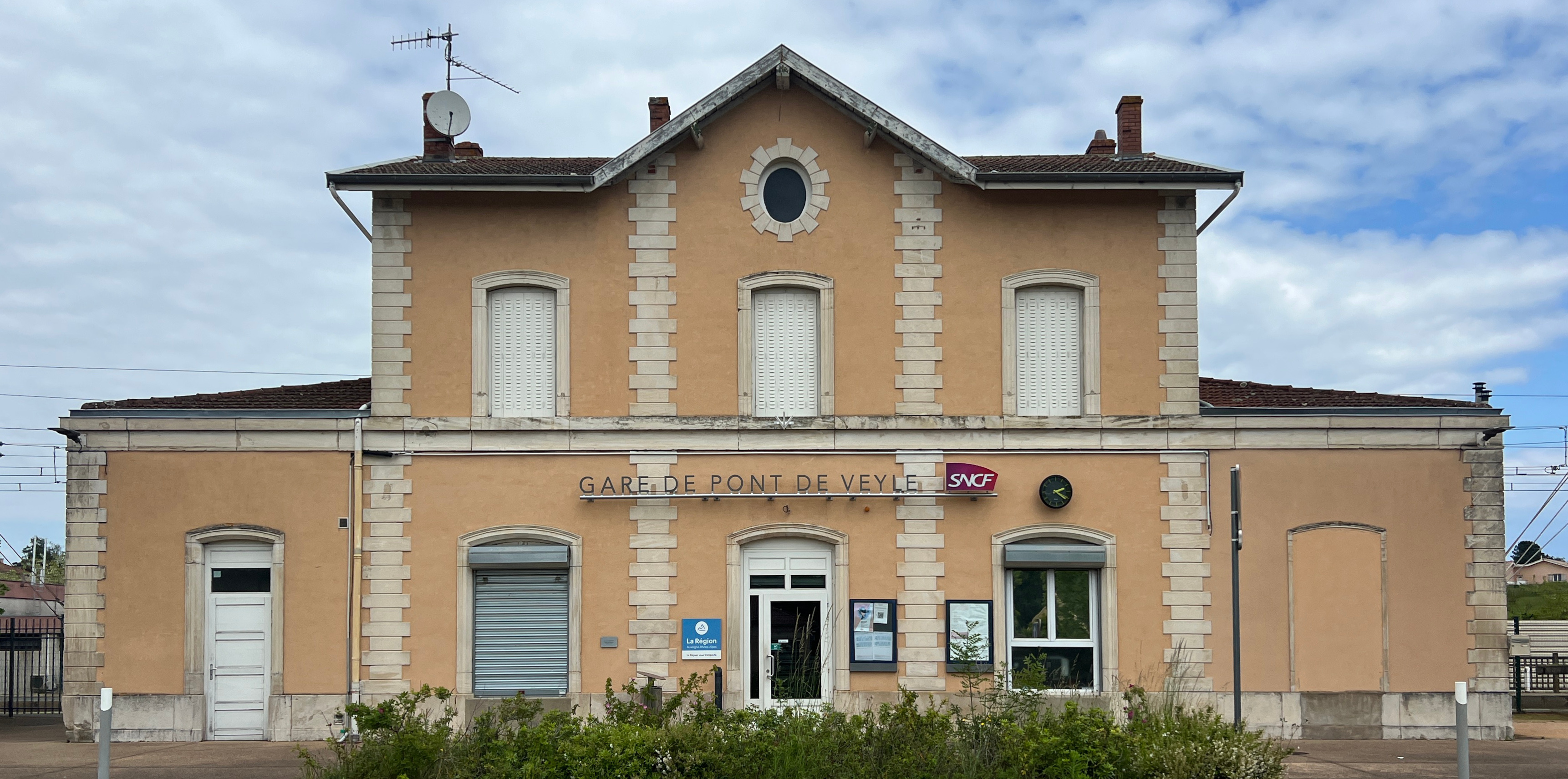
La gare de Pont-de-Veyle.

Au début du XXe siècle, avec l'exploitation du réseau des tramways de l'Ain, la commune était traversée par la ligne de Trévoux à Saint-Trivier-de-Courtes longue de 81 km. Venant de la halte de Laiz, elle empruntait la Grande rue, passait sous la tour de l'Horloge et desservait la gare de la commune qui était différente de la gare actuelle,. Avant 1940, ce réseau ferroviaire ferma et fut remplacé par un service de transport par cars.
Aujourd'hui, aucune voie ferrée ne traverse la commune car la voie ferrée permettant de rejoindre Pont-de-Veyle la contourne au nord. Cependant, la commune voisine de Crottet accueille la gare de Pont-de-Veyle. Elle est desservie par le TER Rhône-Alpes par le biais de la ligne de Mâcon à Ambérieu, desservie par les TER de la région Auvergne-Rhône-Alpes.
Pour rejoindre les grandes villes de France et d'Europe, deux lignes traversent la région dont la ligne traditionnelle Paris - Marseille passant par Dijon qui dessert Mâcon. La gare de Mâcon-Ville est desservie par les TER Bourgogne, Rhône-Alpes et quelques TGV reliant le nord-est de la France à la Méditerranée. La ligne à grande vitesse Paris - Lyon - Marseille, nommée aussi LGV Sud-Est, traverse la Saône au sud de Mâcon. Elle comporte un raccordement vers la ligne Mâcon - Bourg et la gare de Mâcon-Loché-TGV, au sud-ouest de Mâcon, est desservie par quelques TGV Paris - Marseille et Paris - Genève.

#### Transport fluvial
À quelques kilomètres de Pont-de-Veyle, la Saône, qui marque la frontière ouest du département de l'Ain, est navigable à grand gabarit européen depuis Verdun-sur-le-Doubs jusqu'à Lyon. Appréciée pour le tourisme fluvial, elle constitue un axe de transport fluvial important entre l'est et la Méditerranée. Mâcon, préfecture du département de Saône-et-Loire et frontalière à celui de l'Ain possède un port fluvial.

#### Transport aérien
Dans la commune voisine de Crottet, une piste de décollage pour les ULM existe depuis les années 1990. La chambre de commerce et d'industrie de Saône-et-Loire gère l'aérodrome de Mâcon - Charnay, au sud-ouest de Mâcon, soit à 15 km environ du village.
Les habitants de la commune doivent se rendre à l'aéroport de Lyon-Saint-Exupéry distant de 80 kilomètres ou bien à l'aéroport international de Genève distant de 140 kilomètres pour effectuer des vols vers l'international,.

#### Transports en commun

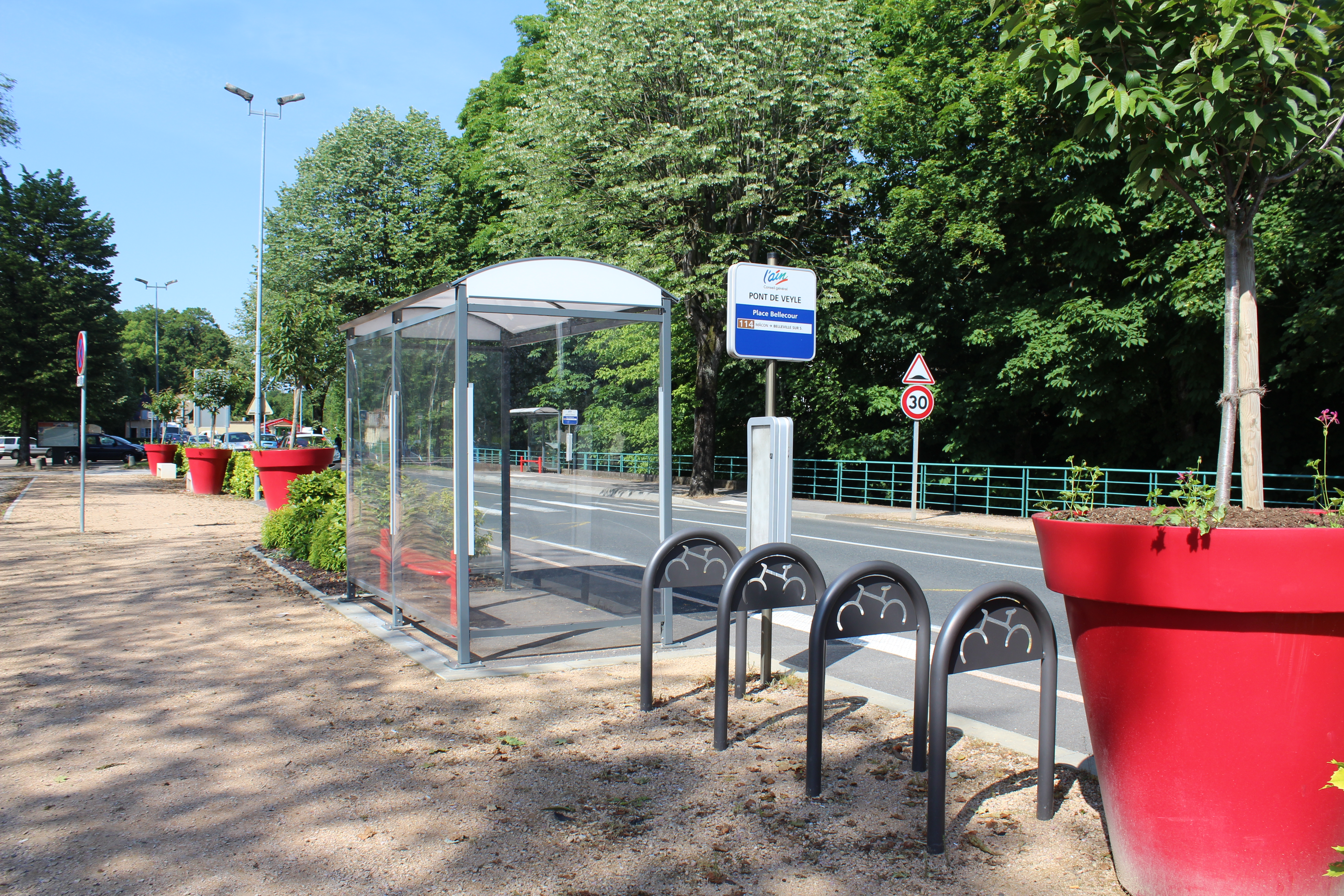
L'arrêt Rue de la Poste.

La commune est reliée au réseau départemental des bus car.ain.fr et n'a qu'un arrêt. Initialement installé Place Bellecour, l'arrêt a été déplacé Rue de la Poste le long de la route départementale D 933. Cet arrêt est intégré à la ligne 114 (Sens Belleville - Mâcon et sens Mâcon - Belleville). L'arrêt de la Gare de Pont-de-Veyle situé à Crottet permet aussi aux Pont-de-Veylois de rejoindre le réseau.
Puisque la gare est reliée au réseau TER Auvergne Rhône-Alpes, un arrêt de bus existe aussi près du bâtiment et dessert les gares de la ligne de Mâcon à Bourg-en-Bresse.

## Urbanisme

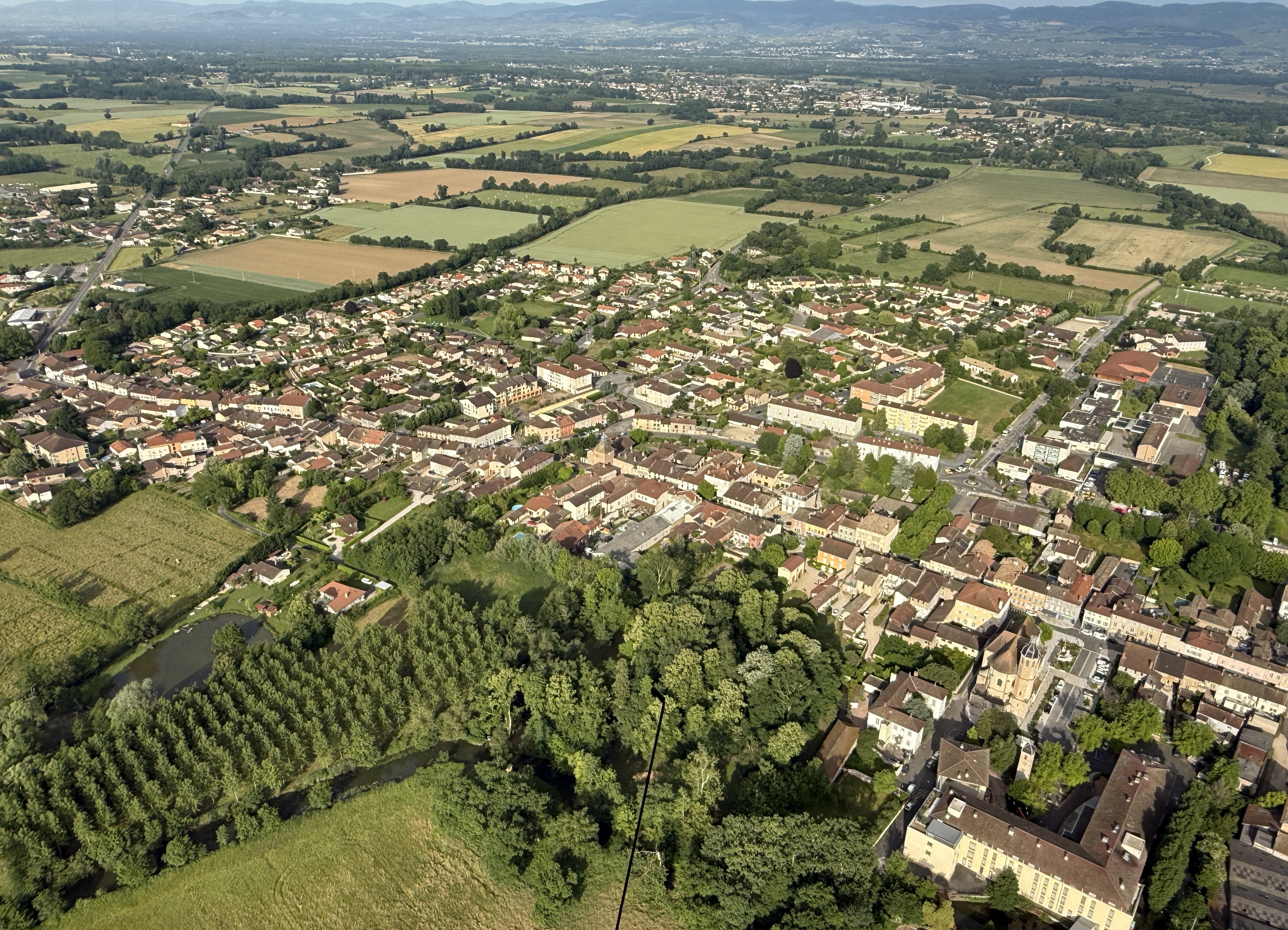
Vue aérienne de la commune.

### Typologie
Au 1er janvier 2024, Pont-de-Veyle est catégorisée bourg rural, selon la nouvelle grille communale de densité à 7 niveaux définie par l'Insee en 2022.
Elle appartient à l'unité urbaine de Crottet-Pont-de-Veyle, une agglomération intra-départementale dont elle est ville-centre,. Par ailleurs la commune fait partie de l'aire d'attraction de Mâcon, dont elle est une commune de la couronne,. Cette aire, qui regroupe 105 communes, est catégorisée dans les aires de 50 000 à moins de 200 000 habitants,.

### Occupation des sols
L'occupation des sols de la commune, telle qu'elle ressort de la base de données européenne d’occupation biophysique des sols Corine Land Cover (CLC), est marquée par l'importance des territoires agricoles (72,5 % en 2018), en diminution par rapport à 1990 (74,2 %). La répartition détaillée en 2018 est la suivante :
prairies (66,2 %), zones urbanisées (27,5 %), terres arables (6,3 %).
L'évolution de l’occupation des sols de la commune et de ses infrastructures peut être observée sur les différentes représentations cartographiques du territoire : la carte de Cassini (XVIIIe siècle), la carte d'état-major (1820-1866) et les cartes ou photos aériennes de l'IGN pour la période actuelle (1950 à aujourd'hui).

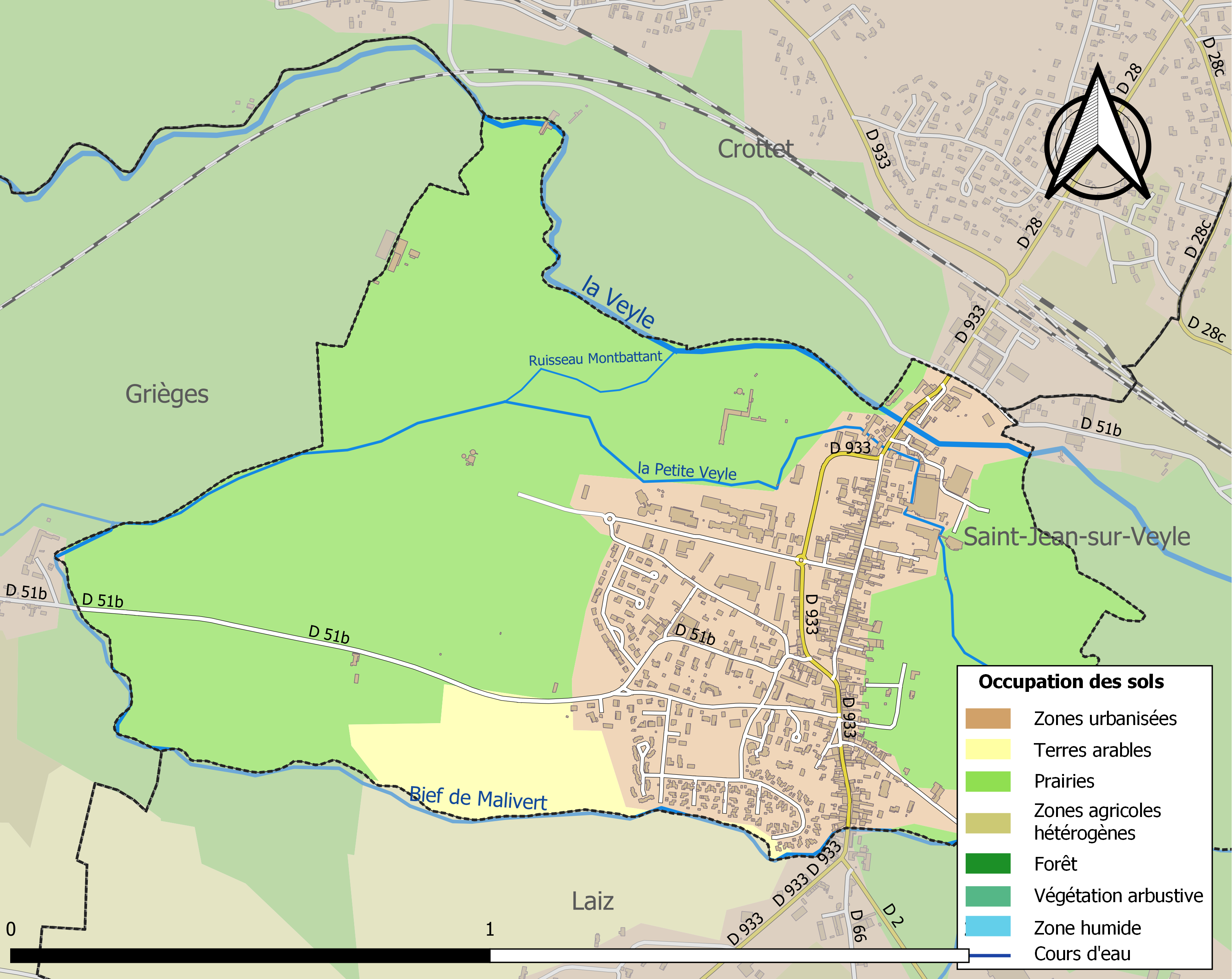
Carte des infrastructures et de l'occupation des sols de la commune en 2018 (CLC).

## Toponymie

### Origine du nom

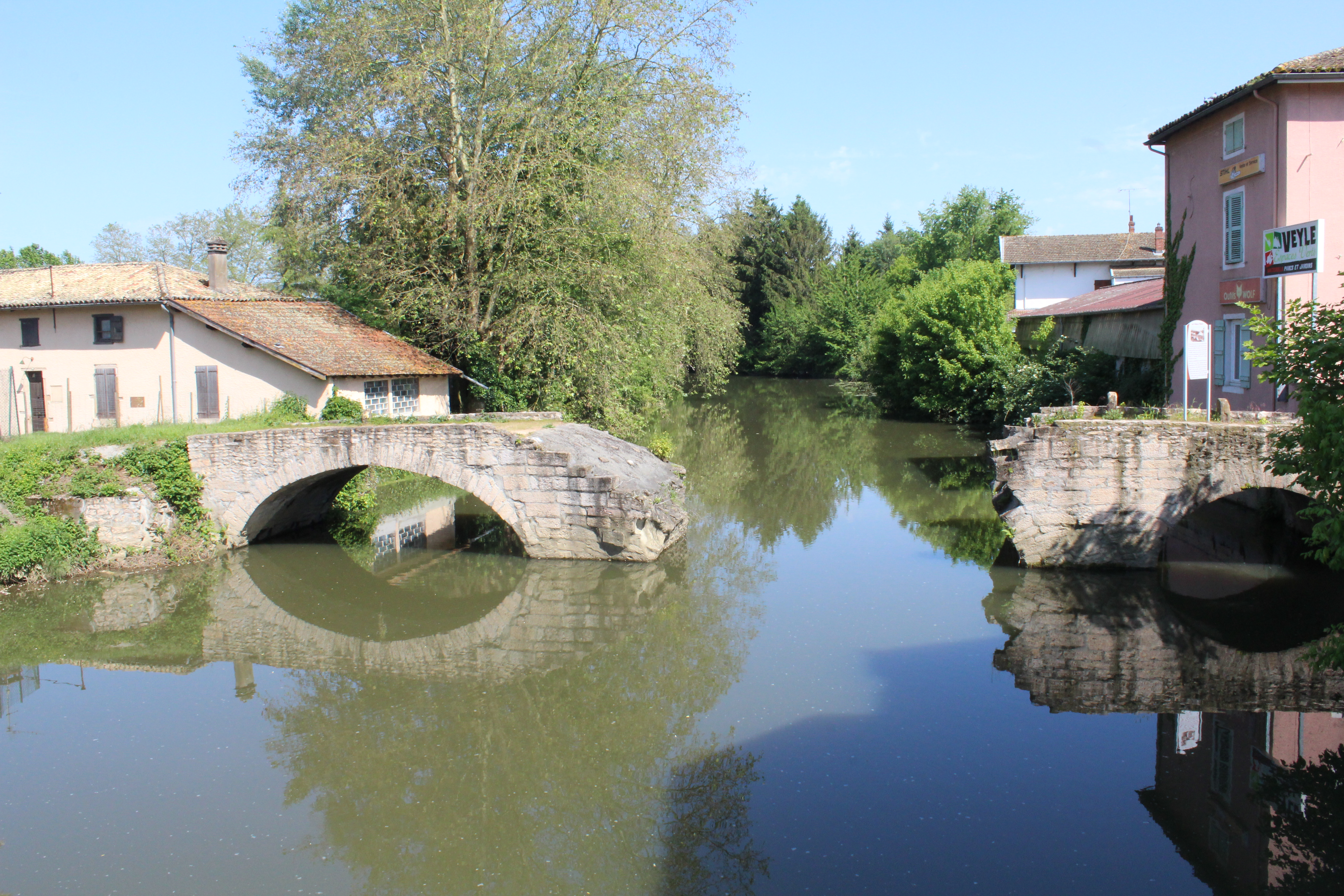
Le Vieux Pont enjambant la Veyle.

Le nom Pont-de-Veyle vient d'un pont enjambant la Veyle construit vraisemblablement au XIIe siècle et mentionné en 1322. Ce pont est aujourd'hui le Vieux Pont, composé initialement de trois arches jusqu'au 3 septembre 1944, date à laquelle les troupes allemandes en retraite détruisent l'arche centrale.

### Anciens noms de la commune
La première mention du village date de 1096 dans le cartulaire de Saint-Vincent de Mâcon sous le nom de Umfredus de Vela. Le même ouvrage en fait une nouvelle fois référence en 1182 sous le nom de Nemus inler Velam et Bey. À la même période, De Ponte de Vela est cité dans certains ouvrages. Au milieu du siècle suivant, on retrouve le nom de Pontis Vele ou de Pontem Vele ; Pont de Veila est mentionné en 1297 dans le grand cartulaire d'Ainay.
Pontis Vele refait surface en 1350 et en 1370 dans le grand cartulaire d'Ainay, tout comme en 1443 avec Pontisvele dans les archives de l'Ain. Ce n'est qu'à partir du XVIe siècle, plus précisément en 1536, qu'on trouve le nom actuel de la commune puisqu'il est mentionné La communauté du Pont de Veyle. En 1572, on trouve le nom de Pont de Voille et Pont de Voyle en 1573. Sept années plus tard, Pont de Vesle est utilisé pour se référer au village.
Au XVIIe siècle, les archives utilisent de nombreux noms dont Pondeveilla en 1615, Pont de Vesle en 1650, Le Pont de Vele en 1665 et Pont de Veylle en 1683. En 1757, on retrouve le nom de Pont de Veyle, celui utilisé actuellement.

## Histoire

### Antiquité et préhistoire
Avant l'arrivée des Romains sur le territoire, le peuple celte des Ambarres dont le nom signifie « vivant des deux (amb) côtés de la Saône (Arar, la Saône) », occupait la région bressane et ses vastes forêts,.
Vers les années -50, à la suite de la conquête des Gaules par les Romains, la commune et les territoires l'entourant changent de domination même si les nouveaux occupants ne s'intéressèrent pas particulièrement à cette région marécageuse et boisée. Jules César considérait la Bresse et le Bugey comme une seule région qu'il nommait Insula Gallica.

### Moyen Âge et Renaissance
Née dans une île formée par les bras de la Veyle, elle passe des seigneurs de Vesle aux Sires de Baugé (aujourd'hui Bâgé), puis aux comtes de Savoie : c'est l'un d'eux, Amédée de Savoie, qui lui accorde ses premières franchises en 1275. Au traité de Verdun (843), le royaume de France s'arrêtait à la vallée de la Saône cette rivière était la frontière entre la France et l'Empire Germanique.
Sur la rive droite, c'était « le Royaume » tandis que sur la rive gauche s'étendait « l'Empire ». Pont-de-Veyle deviendra française en 1601 sous le régime d'Henri IV, tout comme l'ensemble des villages de la Bresse et du Bugey. Cette intégration au territoire français se concrétise grâce au traité de Lyon, et ses privilèges lui seront confirmés par Louis XIII.

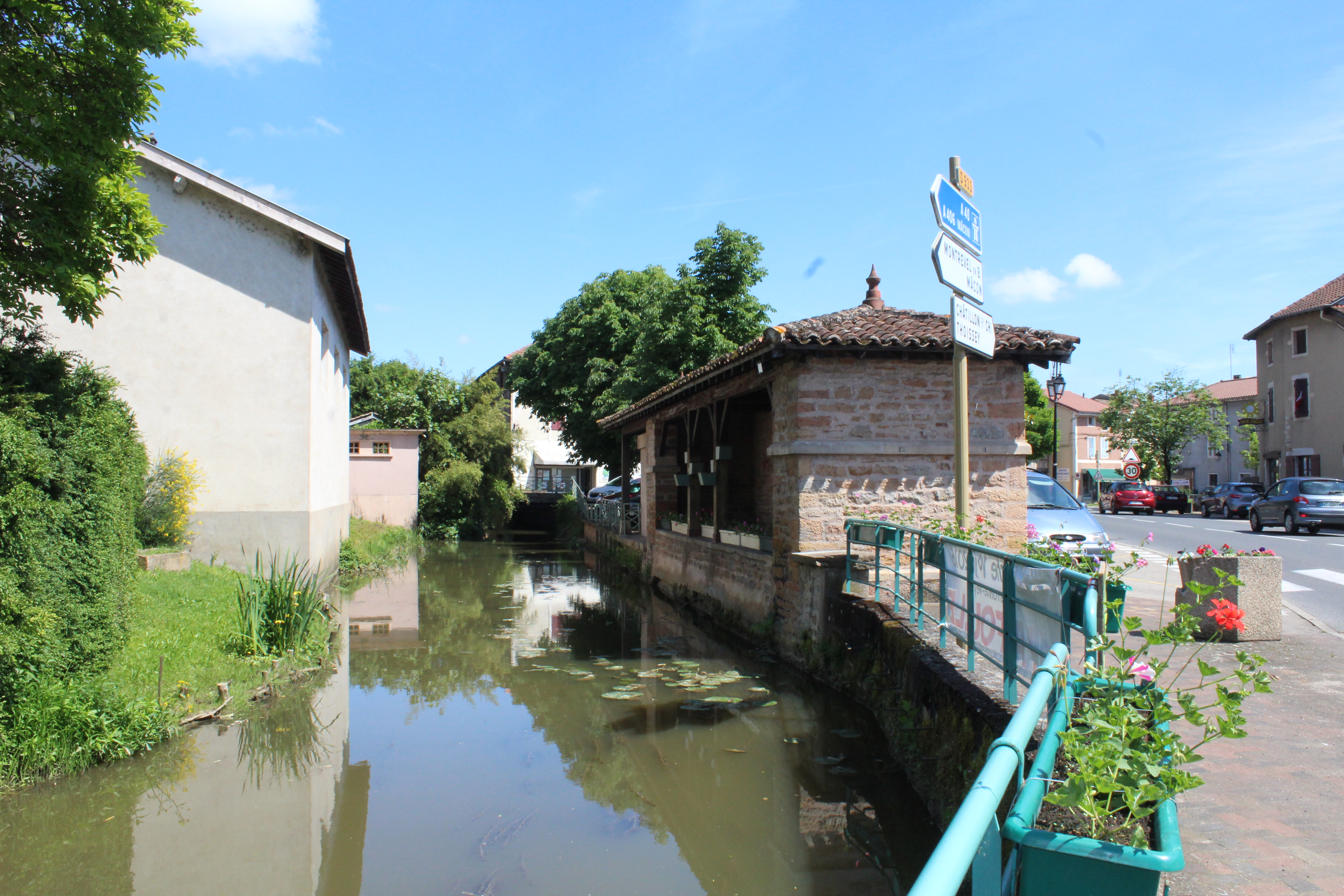
Une partie de l'ancien fossé d'enceinte.

En raison de sa situation frontalière, la ville a dû se fortifier pour se défendre contre des voisins entreprenants tels les seigneurs de Mâcon, les sires de Beaujeu et les princes de Dombes. Ainsi, elle a construit 14 tours reliées entre elles par des remparts de briques, dont il reste quelques vestiges, le tout ceinturé par des fossés d'enceinte, toujours en eau actuellement. De 1750 à 1800, on rasa les tours et remparts qui menaçaient de s'écrouler. Aujourd'hui, une seule est toujours visible, la tour de l'Horloge et sa porte datant du XIVe siècle.
De la Renaissance et des siècles suivants, il reste plusieurs immeubles dont le logis du gouverneur de Savoie, appelé aussi la maison des seigneurs avec sa façade restaurée. On peut aussi citer un prieuré de Saint-Benoît dépendant de l'abbaye d'Ainay avec ses oratoires et ses portes gothiques, plusieurs maisons à colombages dont la Maison du Guetteur qui a été remise en valeur, un relais de poste et son porche, plusieurs escaliers à vis en pierre dont l'un à la mairie. Il reste aussi la mairie qui occupe l'ancien collège des Jésuites, l'église Notre-Dame, construite en 1755 et de style jésuite, l'hôpital dont plus rien ne rappelle la fondation en 1322 mais qui garde encore le souvenir du XVIIIe siècle avec le bâtiment annexe, hospice goujon. Enfin, il y a le château et son parc de 12 ha
Au XVIe siècle puis durant le siècle suivant, les calvinistes fuient Mâcon, ce qui implique l'implantation de ces derniers à Pont-de-Veyle. La ville connaît alors une certaine prospérité.
En 1601, après la fin de la guerre franco-savoyarde qui se termine par le traité de Lyon, la commune devient française avec l'acquisition par la France de la Bresse, du Bugey, du Valromey et du pays de Gex. Elle est par la suite intégrée à la province bourguignonne.
Après la Réforme et les guerres de religion, Pont-de-Veyle devient une importante colonie protestante qui s'enfuira en Suisse et en Allemagne lors de la Révocation de l'édit de Nantes en 1685.

## Politique et administration

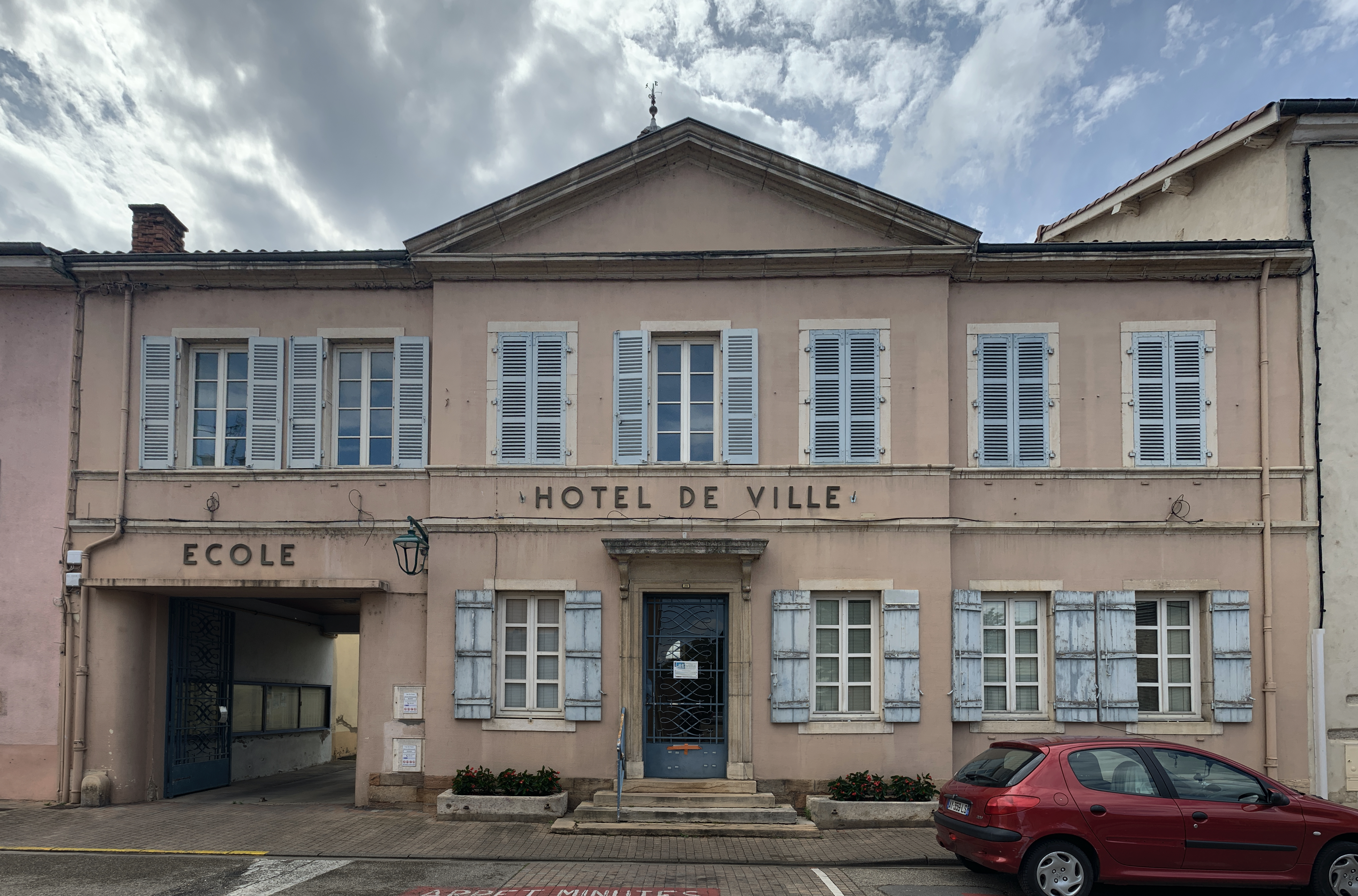
La façade de l'ancienne mairie.

### Rattachements administratifs et électoraux
Durant l'Ancien Régime, Pont-de-Veyle était le chef-lieu du mandement du pays de Bresse et appartenait au bailliage, à l'élection et à la subdélégation de Bourg.
Lors de la création des départements par la Révolution française, elle est intégrée au département de l'Ain et au district de Châtillon-les-Dombes. Bien que Châtillon était le chef-lieu du district, Pont-de-Veyle est le siège du tribunal de district. De plus, elle était le chef-lieu d'un canton.
En 1800, après la suppression des districts, elle intègre l'arrondissement de Bourg-en-Bresse mais reste dans le canton qui porte son nom. En mars 2015, à l'occasion des élections départementales, le décret du 13 février 2014 portant sur le redécoupage cantonal des cantons de l'Ain entre en vigueur. Ainsi, la commune ainsi que toutes celles du canton sont intégrées au nouveau canton de Vonnas. Depuis au moins 1988, la commune fait partie de la quatrième circonscription de l'Ain pour l'élection des députés.
Du point de vue judiciaire, la commune relève du tribunal d'instance, du tribunal de grande instance, du tribunal pour enfants, du conseil de prud'hommes, du tribunal de commerce et du tribunal paritaire des baux ruraux de Bourg-en-Bresse. De plus, elle relève aussi de la cour d'assises de l'Ain, elle-même située à Bourg. Enfin, Pont-de-Veyle dépend de la cour d'appel, du tribunal administratif et de la cour administrative d'appel de Lyon.

### Tendances politiques et résultats
| Scrutin             | Scrutin             | 1er tour | 1er tour | 1er tour | 1er tour | 1er tour    | 1er tour | 1er tour | 1er tour   | 1er tour | 1er tour | 1er tour     | 1er tour | 2d tour | 2d tour | 2d tour | 2d tour | 2d tour | 2d tour |
| Scrutin             | Scrutin             | 1er      | 1er      | %        | 2e       | 2e          | %        | 3e       | 3e         | %        | 4e       | 4e           | %        | 1er     | 1er     | %       | 2e      | 2e      | %       |
| ------------------- | ------------------- | -------- | -------- | -------- | -------- | ----------- | -------- | -------- | ---------- | -------- | -------- | ------------ | -------- | ------- | ------- | ------- | ------- | ------- | ------- |
| Présidentielle 2017 | Présidentielle 2017 |          | FN       | 26,52    |          | EM          | 23,20    |          | LFI        | 19,20    |          | LR           | 17,96    |         | EM      | 56,82   |         | FN      | 43,18   |
| Présidentielle 2022 | Présidentielle 2022 |          | RN       | 29,16    |          | LREM        | 25,04    |          | LFI        | 19,06    |          | REC          | 8,68     |         | RN      | 53,45   |         | LREM    | 46,55   |
| Législatives 2022   | 4e                  |          | RN       | 30,22    |          | LFI (NUPES) | 18,89    |          | LREM (ENS) | 12,67    |          | LREM (diss.) | 12,67    |         | RN      | 60,67   |         | LFI     | 39,33   |
| Législatives 2024   | 4e                  |          | RN       | 46,04    |          | EELV (NFP)  | 21,95    |          | HOR (ENS)  | 21,78    |          | LR           | 9,24     |         | RN      | 52,35   |         | HOR     | 47,65   |

### Administration municipale
Lors des réunions du conseil municipal, le maire est entouré de ses cinq adjoints ainsi que de ses treize autres conseillers.
Les élus sont répartis dans onze commissions : finances - budget, château, activités économiques - commerçants, écoles et jeunesse, travaux - bâtiments communaux - voirie, informations – associations - culture – animations - festivités, cimetière - fleurissement, marché forain, bibliothèque, centre communal des actions sociales, commission d'appel d'offres.
Les jeunes sont aussi investis dans la politique locale par le biais du conseil intercommunal des jeunes dont deux - trois adolescents de la commune en font partie chaque année.

### Liste des maires
| Période    | Période    | Identité                                   | Étiquette | Qualité                                                               |
| ---------- | ---------- | ------------------------------------------ | --------- | --------------------------------------------------------------------- |
| nov. 1790  | juin 1794  | M.Tardy puis M.Lapierre puis Claude Dombey |           |                                                                       |
| juin 1794  | ??         | Étienne Cadet Uchard                       |           |                                                                       |
| sept. 1815 | juin 1818  | Claude Ballagny                            |           | Nommé par le préfet                                                   |
| juin 1818  | mars 1836  | Jean François Dombey                       |           |                                                                       |
| mars 1836  | nov. 1848  | Benjamin Henri Tondu                       |           |                                                                       |
| nov. 1848  | fév. 1853  | Nicolas Pelissier                          |           |                                                                       |
| fév. 1853  | sept. 1865 | François Ladyer Reverchon                  |           | Par décret                                                            |
| sept. 1865 | jan. 1878  | Edouard Dombey                             | Droite    | Par décret, conseiller général du canton de Pont-de-Veyle (1869-1877) |
| jan. 1878  | mai 1888   | Pierre Dagallier                           |           | Par décret                                                            |
| mai 1888   | mai 1896   | Felix Sanerot                              |           |                                                                       |
| mai 1896   | mai 1900   | Henri Tondu                                |           |                                                                       |
| mai 1900   | déc. 1919  | Joseph Montange                            |           |                                                                       |
| déc. 1919  | mai 1925   | Antoine Brevet                             | Rad.ind.  | Médecin, conseiller général du canton de Pont-de-Veyle (1919-1935)    |
| mai 1925   | mai 1929   | Charles Duby                               |           |                                                                       |
| mai 1929   | déc. 1931  | Charles Goy                                |           |                                                                       |
| mars 1932  | sept. 1944 | Marcel Bernard                             |           |                                                                       |
| sept. 1944 | mai 1945   | Raymond Taille                             |           | Comité de libération                                                  |
| mai 1945   | mars 1959  | Joanny Feuillet                            |           |                                                                       |
| mars 1959  | mars 1977  | Frederic Pernod                            |           |                                                                       |
| mars 1977  | juin 1995  | Pierre Gatheron                            | DVD       |                                                                       |
| juin 1995  | mai 2016   | Jean-Paul Moutot                           | DVD       | Décès en cours de mandat en mai 2016                                  |
| mai 2016   | En cours   | Michel Marquois                            |           |                                                                       |

### Intercommunalité
Jusqu'au 31 décembre 2016, Pont-de-Veyle était le siège de la communauté de communes du canton de Pont-de-Veyle. Intercommunalité fondée le 23 novembre 1998 à la suite de la dissolution du SIVOM du canton de Pont-de-Veyle et du SIVU pour l'accueil des entreprises et d'activités économiques de Pont-de-Veyle et sa région, la structure est remplacée depuis le 1er janvier 2017 à la nouvelle communauté de communes de la Veyle qui regroupe l'ancienne intercommunalité à celle des Bords de Veyle. Étant donné que Vonnas était le bureau centraliseur du canton dont les toutes les communes appartiennent à l'intercommunalité excepté Saint-Laurent-sur-Saône, le siège est fixé à Pont-de-Veyle.
Toutefois, ce n'est pas la seule structure intercommunale dont fait partie la localité bressane. On peut mentionner le syndicat mixte Bresse Val de Saône créé en 1995 et regroupant 40 communes,. Son but est de négocier les procédures que proposent l'Union européenne, l'État ou la région Auvergne-Rhône-Alpes qui pourraient développer un territoire plus vaste que la simple communauté de communes.
Puisqu'elle fait partie du bassin de la Veyle, la commune adhère au syndicat mixte Veyle Vivante dont le siège est situé au bâtiment de la gare de Mézériat. Le travail de cette organisation est de surveiller la qualité des eaux du bassin, de préserver les zones humides ou de remettre en état certains ouvrages.
La gestion des ordures est confiée au syndicat mixte intercommunal de destruction des ordures ménagères (SMIDOM) de Thoissey dont le territoire s'étend sur celui de l'ancien canton de Pont-de-Veyle et de l'actuelle communauté de communes Val de Saône - Centre. Son rôle est de gérer la collecte et le traitement des déchets des ménages, des compétences que les communautés de communes lui ont confié à sa création.
Enfin, comme la totalité des communes du département de l'Ain, le village appartient au syndicat intercommunal d'énergie et de e-communication de l'Ain, organisation fondée le 11 mars 1950. Le syndicat est compétent dans la gestion des réseaux d'électrification, de gaz, de l'éclairage public, de la communication électronique. En plus de ces compétences, la structure accompagne les communes pour qu'elles puissent maîtriser leur consommation d'énergie, gère un système d'information géographique et a mis en place dans le département, par l'intermédiaire de sa régie Réso-Liain, un réseau de fibre optique pour avoir accès à Internet à très haut débit.

### Jumelages
| Straubenhardt Pont-de-Veyle |

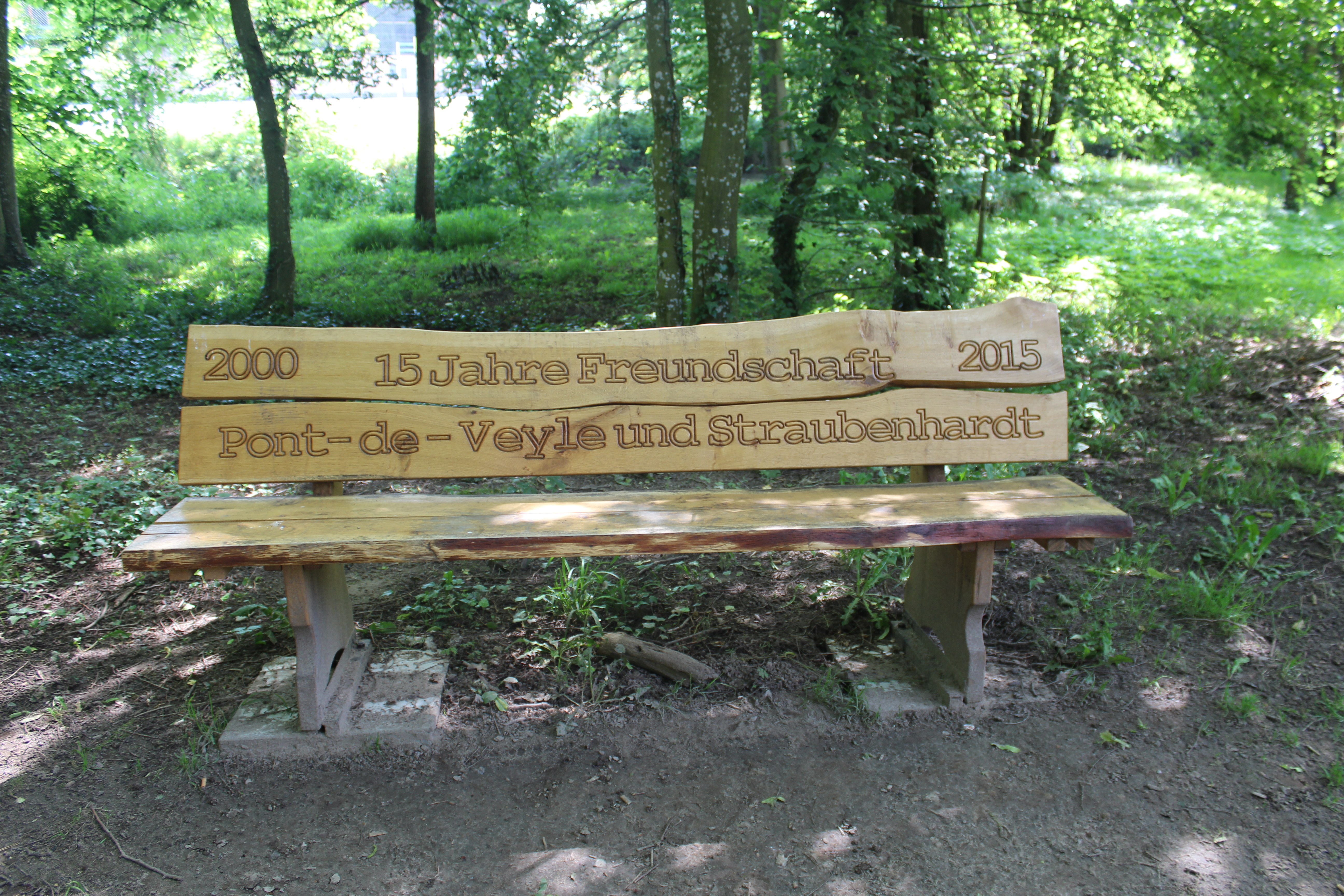
Le banc symbolisant les 15 ans de jumelage dans le parc du château.

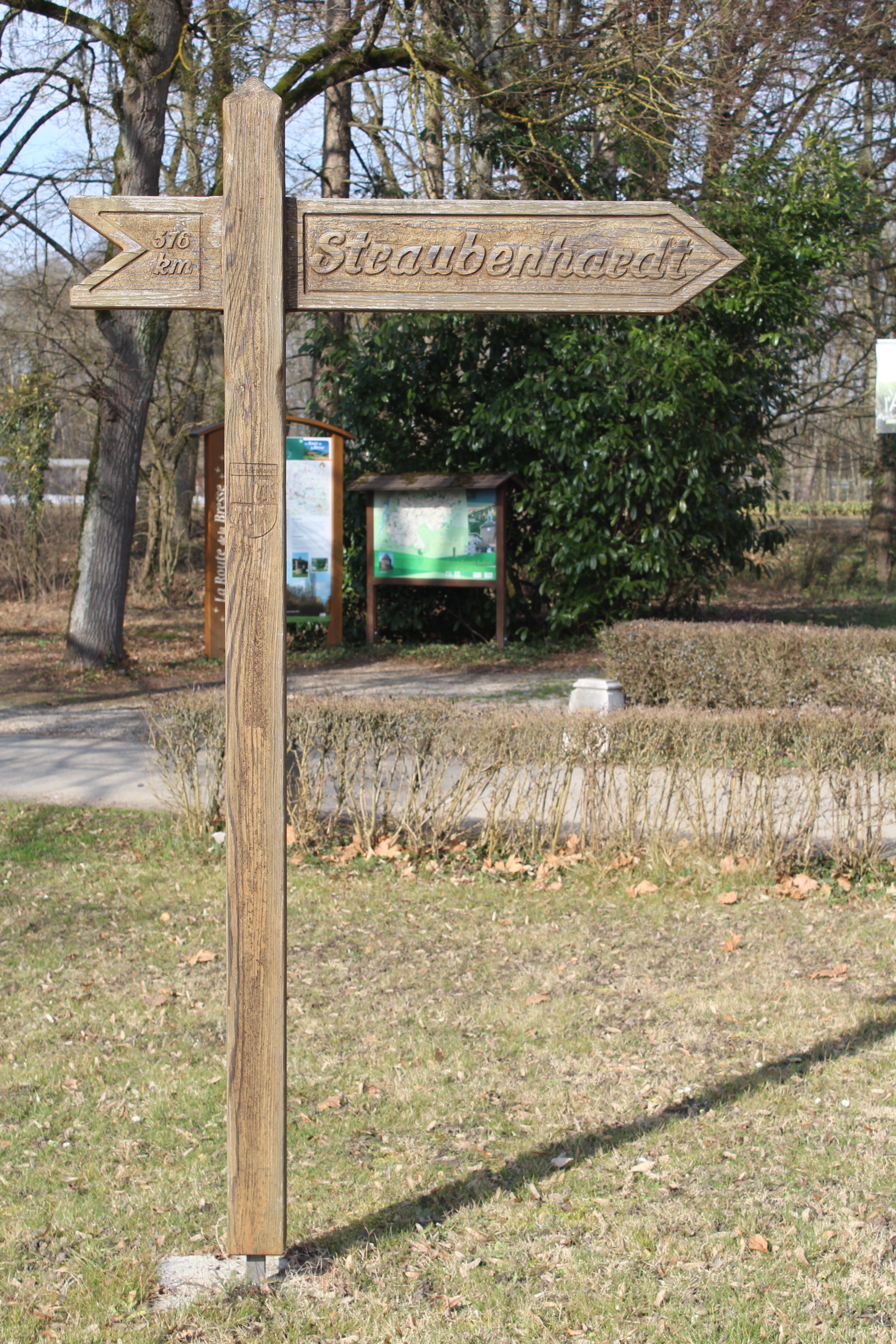
Panneau indiquant la distance pour aller à Straubenhardt.

La communauté de communes du canton de Pont-de-Veyle est jumelée avec la commune de Straubenhardt localisée dans le Bade-Wurtemberg en Allemagne à la porte nord de la Forêt-Noire entre Karlsruhe et Pforzheim. Commune composée de cinq villages, Straubenhardt a commencé à lier des contacts avec le canton de Pont-de-Veyle dès 1995 grâce à Roger Herbet. Ce dernier, un bressan qui vivait dans la localité allemande, organisa une rencontre entre Christophe Greffet alors maire de Saint-Genis-sur-Menthon et Willy Rushman, bourgmestre de Straubenhardt. Est alors né une volonté de tisser de nouveaux liens entre les deux localités par le biais des collégiens qui commencèrent à créer des échanges dès 1996.
Tout s'accéléra durant l'année 1999 quand la population de la commune allemande fut invitée à deux reprises en France. La première fois fut durant le mois de mai à l'occasion de la fête du Fromage à Grièges et la seconde fois fut en juillet lors de la fête des Temps Chauds où un groupe musical de Straubenhardt était invité à s'y produire. Les Bressans furent invités à faire le chemin inverse dès le mois d'août pour créer ensemble la fête de marché historique à Feldrennach. Le jumelage entre Straubenhardt et le canton de Pont-de-Veyle a été concrétisé par la signature de la Charte lors de la grande fête organisée au château du 7 au 9 juillet 2000. Une autre fête fut organisée l'année suivante en Allemagne du 6 au 8 juillet 2001.

## Population et société

### Démographie
L'évolution du nombre d'habitants est connue à travers les recensements de la population effectués dans la commune depuis 1793. Pour les communes de moins de 10 000 habitants, une enquête de recensement portant sur toute la population est réalisée tous les cinq ans, les populations de référence des années intermédiaires étant quant à elles estimées par interpolation ou extrapolation. Pour la commune, le premier recensement exhaustif entrant dans le cadre du nouveau dispositif a été réalisé en 2008.
En 2022, la commune comptait 1 600 habitants, en évolution de −1,11 % par rapport à 2016 (Ain : +5,15 %, France hors Mayotte : +2,11 %).
| 1793  | 1800  | 1806  | 1821  | 1831  | 1836  | 1841  | 1846  | 1851  |
| ----- | ----- | ----- | ----- | ----- | ----- | ----- | ----- | ----- |
| 1 364 | 1 426 | 1 364 | 1 319 | 1 329 | 1 256 | 1 321 | 1 285 | 1 461 |

| 1856  | 1861  | 1866  | 1872  | 1876  | 1881  | 1886  | 1891  | 1896  |
| ----- | ----- | ----- | ----- | ----- | ----- | ----- | ----- | ----- |
| 1 458 | 1 412 | 1 389 | 1 491 | 1 355 | 1 285 | 1 240 | 1 220 | 1 152 |

| 1901  | 1906  | 1911  | 1921 | 1926 | 1931 | 1936  | 1946  | 1954 |
| ----- | ----- | ----- | ---- | ---- | ---- | ----- | ----- | ---- |
| 1 167 | 1 126 | 1 076 | 932  | 945  | 991  | 1 023 | 1 046 | 969  |

| 1962  | 1968  | 1975  | 1982  | 1990  | 1999  | 2006  | 2008  | 2013  |
| ----- | ----- | ----- | ----- | ----- | ----- | ----- | ----- | ----- |
| 1 037 | 1 144 | 1 177 | 1 253 | 1 421 | 1 484 | 1 496 | 1 496 | 1 611 |

| 2018  | 2022  | - | - | - | - | - | - | - |
| ----- | ----- | - | - | - | - | - | - | - |
| 1 632 | 1 600 | - | - | - | - | - | - | - |

### Enseignement
La commune possède une école maternelle composée de trois classes et une école primaire qui regroupe environ 80 élèves.
De plus, elle accueille des établissements de l'enseignement secondaire situés le long de l'avenue des Sports. Le collège George-Sand fut construit en 1968 et accueillait jusqu'en 2016 tous les élèves de l'ancien canton de Pont-de-Veyle. Depuis la rentrée de cette année, avec l'ouverture d'un collège à Montceaux, les adolescents de Bey et Cormoranche-sur-Saône sont dirigés vers le collège Bel-Air de Thoissey.
La maison familiale rurale des Gabonnières a été créée en 1948 par un groupe de parents agriculteurs qui voulaient offrir une formation technique et pratique à leurs filles. Spécialisée dans la formation des services à la personne et de la restauration, l'école emménage dans ses locaux actuels que sont les deux sites séparés par l'avenue des Sports.
Les élèves du collège peuvent poursuivre leur scolarité dans l'enseignement secondaire au lycée Lamartine de Mâcon qui est le lycée de secteur.

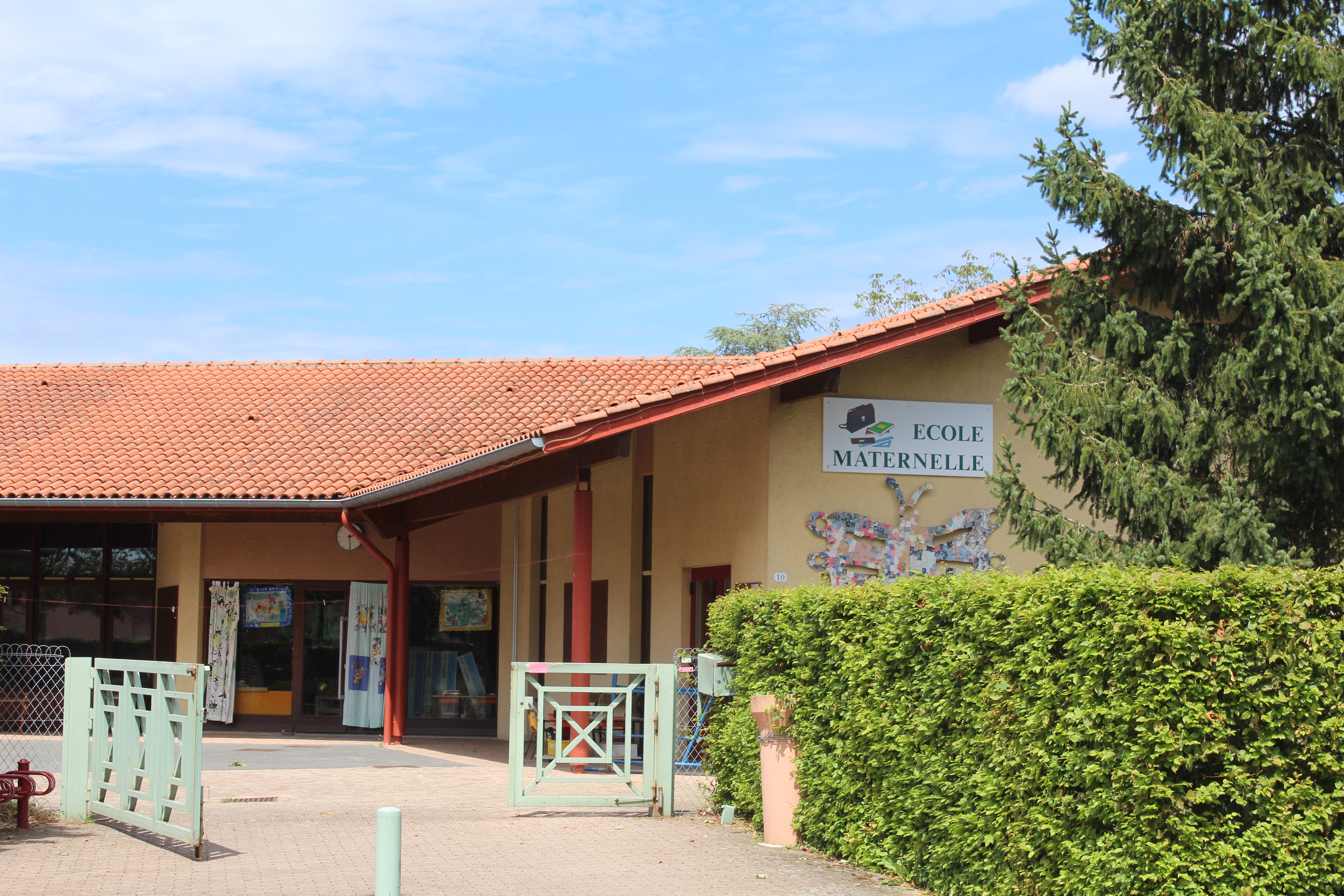
École maternelle.
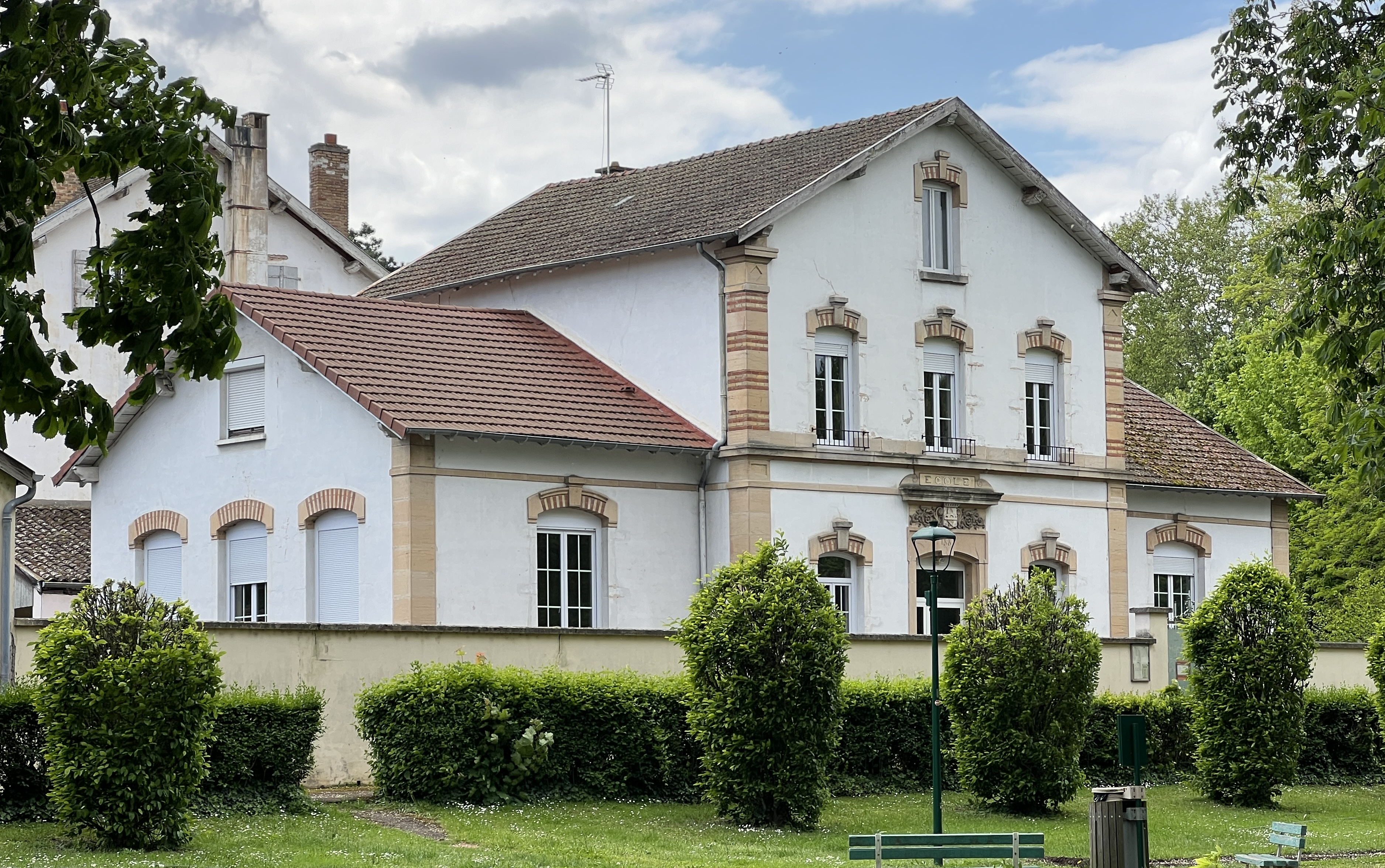
Un des bâtiments de l'école primaire.
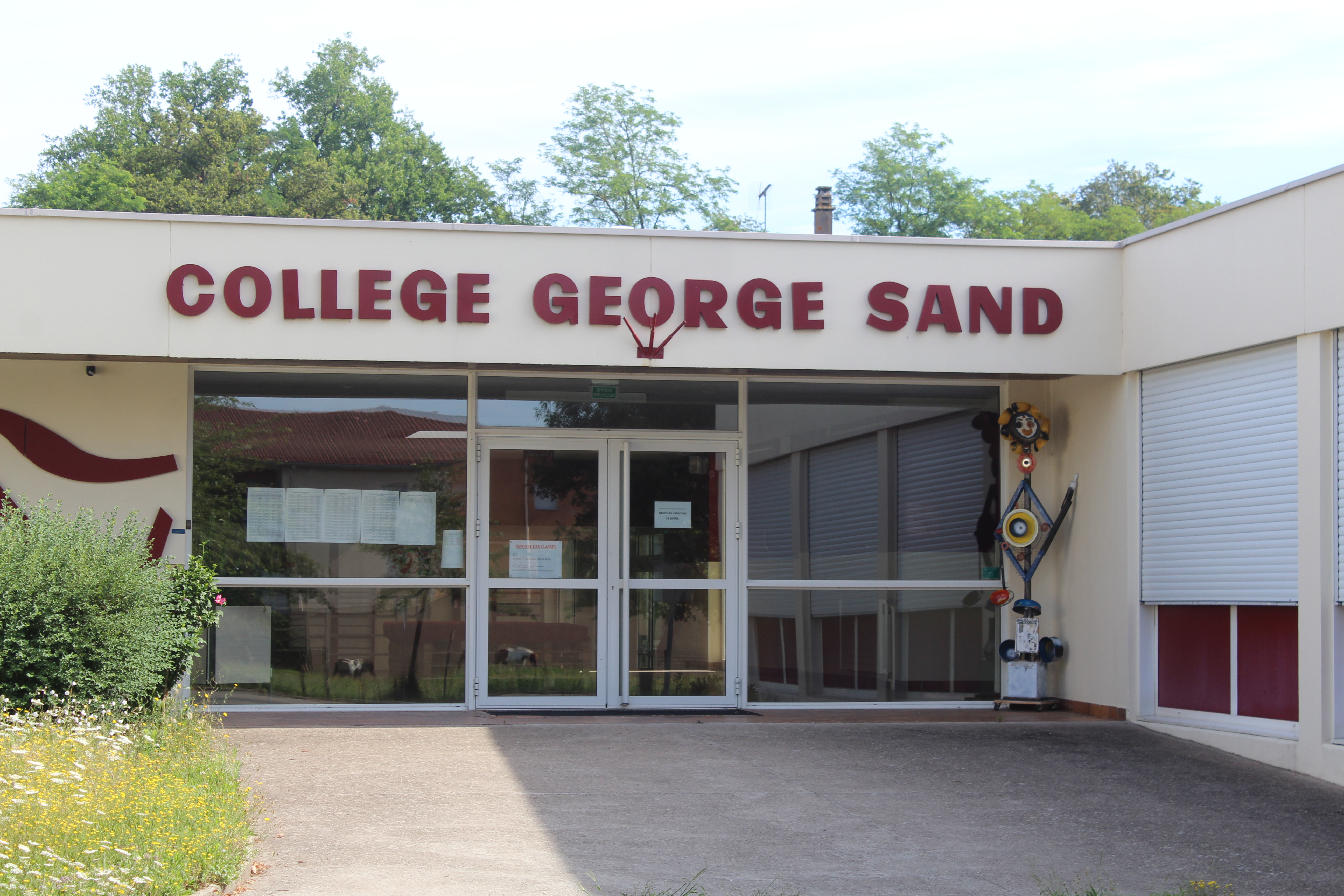
Collège George-Sand.
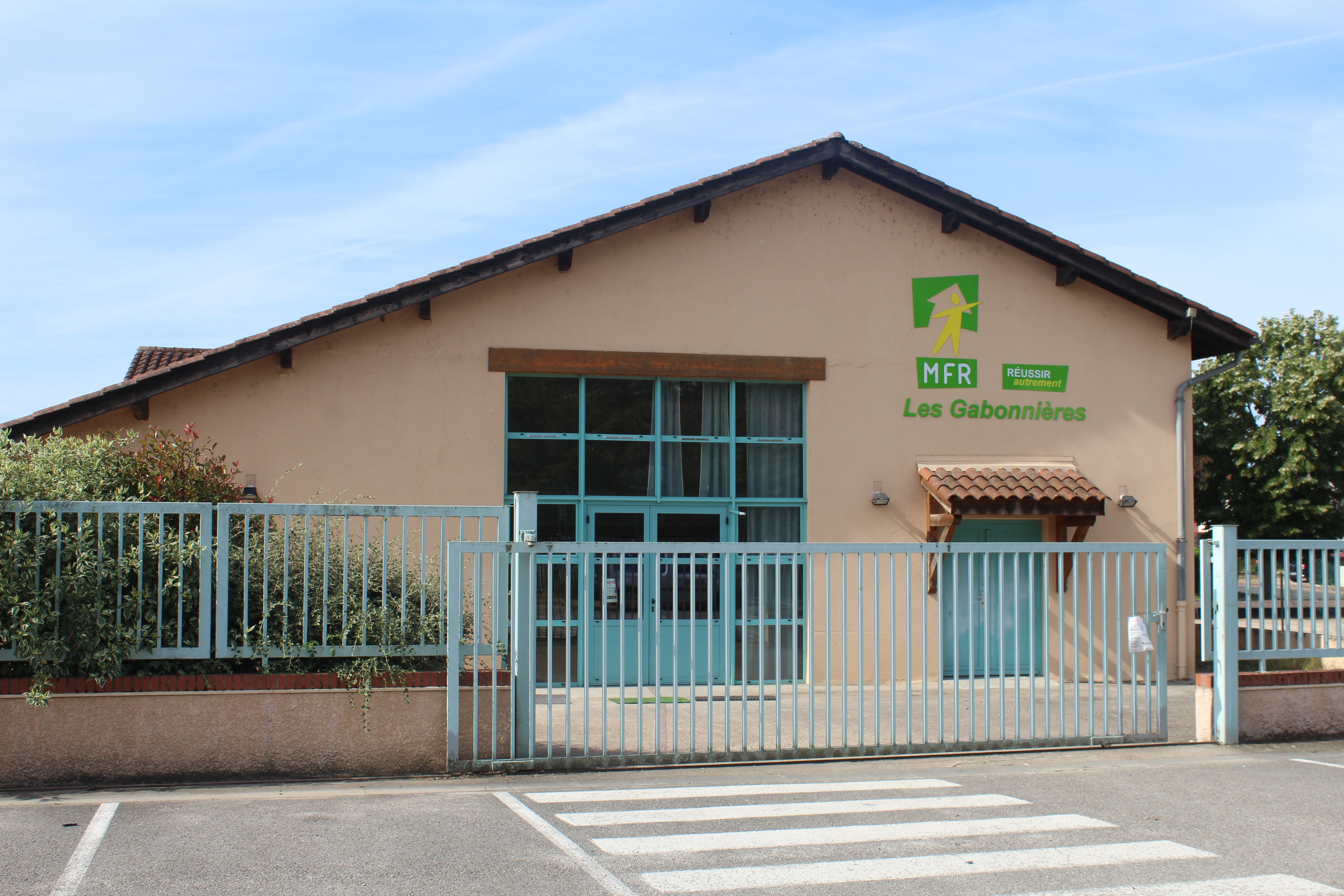
MFR des Gabonnières.

### Sports

#### Clubs sportifs
- Pont-de-Veyle avait autrefois son propre club de football, le Club Sportif de Pont-de-Veyle fondé le 4 janvier 1913. Avant la 1re grande guerre le CSP était voué au rugby. En 1990, le club fusionne avec l'AS Grièges pour donner l'AS Grièges Pont-de-Veyle[62].
- Le Rugby Club Veyle Saône, créé en 1977[63], siège dans la commune et est le club de rugby des environs. Il a évolué durant la saison 2010-2011 en Fédérale 3, 5e division nationale.
- Le Tennis Club Veyle Sâone est un club né de la fusion de quatre associations dont celle de la commune (Tennis Club de Pont-de-Veyle) en 2015[64].
- Veyle Roller est une association sportive de roller et de disciplines autour de ce sport.
- L'amicale boule pont-de-veyloise représente la commune dans différents concours de boules.

#### Structures sportives

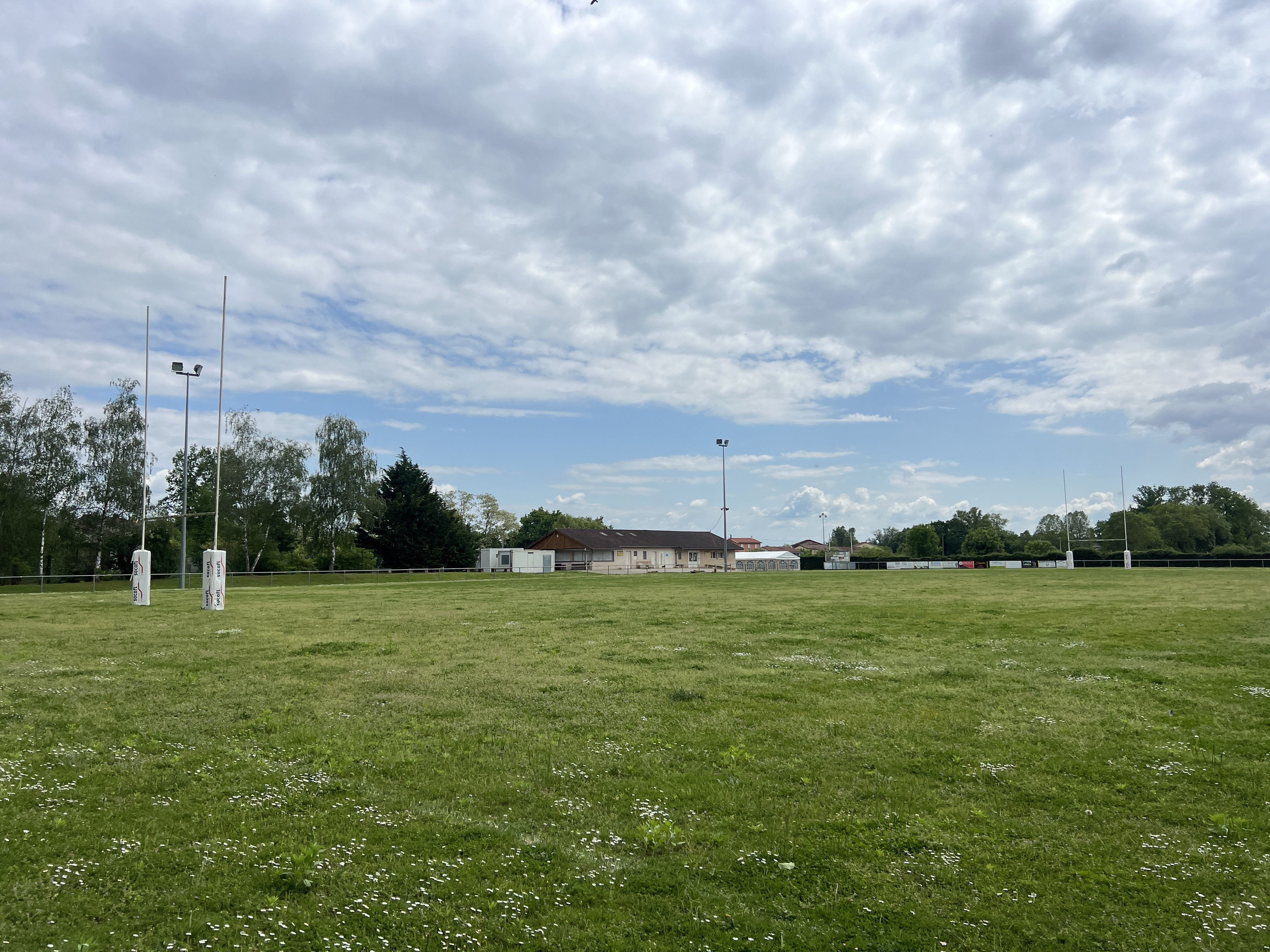
Stade Lucien-Morel.

Plusieurs structures sont installées le long de l'Avenue des Sports et constitue la principale zone sportive du village.
- Le gymnase sert à plusieurs associations sportives des environs de permettre aux licenciés la pratique de sport. Construit en 1983[65], il est aussi l'établissement sportif du collège à laquelle s'ajoute un plateau sportif pour pratiquer l'athlétisme et les sports collectifs.
- Le stade Lucien-Morel est un terrain de rugby qui accueille des rencontres du RCVS. Un autre terrain est localisé de l'autre côté de l'avenue.
- Deux courts de tennis permettent la pratique de tennis.
- Le parc du château permet aux habitants de se promener mais aussi de se déplacer à vélo. Tous les 1ers mai est organisé le tournoi du rugby du RCVS au parc. Une semaine après, tous les 8 mai, l'ASGPV organise aussi son tournoi de football.

### Santé
La commune est liée au domaine de la santé depuis la fondation, en 1322, d'un hôtel-Dieu, devenu, en 1400, « une maison de charité pour secourir les pauvres de la ville ». Trois siècles plus tard, en 1707, Marie Dancet, veuve du recteur Salomon Hoste, dirige l'hôpital dont le règlement est rédigé en 1712 et approuvé en 1718. En 1909, on adjoint un hospice de vieillards à l'établissement, que les dernières sœurs quittent en 1949. Aujourd'hui, l'hôpital est regroupé avec celui de Thoissey par le biais du centre hospitalier Ain-Val-de-Saône. L'apothicairerie, créée en 1718, est réinstallée dans l'enceinte du nouvel hôpital construit en l'an 2000. Elle présente des boiseries restaurées du XVIIIe siècle, une collection de quatre-vingt-quatre pots en faïence de Lyon au décor bleu « trois noisettes » et quelques tableaux anciens.
En plus de l'hôpital local, Pont-de-Veyle propose différents services de santé. On y trouve médecins généralistes, pharmaciens, chirurgiens-dentistes, infirmiers, kinésithérapeutes et orthophonistes, dont certains sont regroupés dans la maison médicale du Jouvancy.

### Sécurité
Dès 1854, Pont-de-Veyle voyait l'apparition d'une brigade de gendarmerie sur son territoire. Jusqu'en 2011, il y a une caserne de gendarmerie le long de l'avenue des Sports. Devenue trop vétuste, cette dernière est remplacée par une nouvelle construite non loin de là, à Laiz. Cette caserne appartient à une communauté de brigades qui la lie avec celle de Saint-Laurent-sur-Saône.
De l'autre côté de cette avenue, le centre de secours de Pont-de-Veyle fait face au gymnase.

### Médias locaux
Le journal Le Progrès propose une édition locale aux communes de l'Ain. Il paraît du lundi au dimanche et traite des faits divers, des évènements sportifs et culturels au niveau local, national, et international. En plus de ce quotidien, la Voix de l'Ain publie tous les vendredis son journal qui propose des informations locales pour les différentes régions du département de l'Ain.
Dans le domaine télévisuel, la chaîne France 3 émet un décrochage local dans la commune par le biais de France 3 Rhône Alpes alors que pour la radio, il existe Radio Scoop qui est une station musicale d'Auvergne-Rhône-Alpes qui possède une station à Bourg-en-Bresse diffusant dans l'Ain.
Chaque année depuis 1993, la municipalité publie son bulletin municipal dans le but de transmettre des informations sur la commune ou pour présenter les projets en cours, terminés ou à l'étude. Elle est aussi dotée d'un site internet.

### Culte

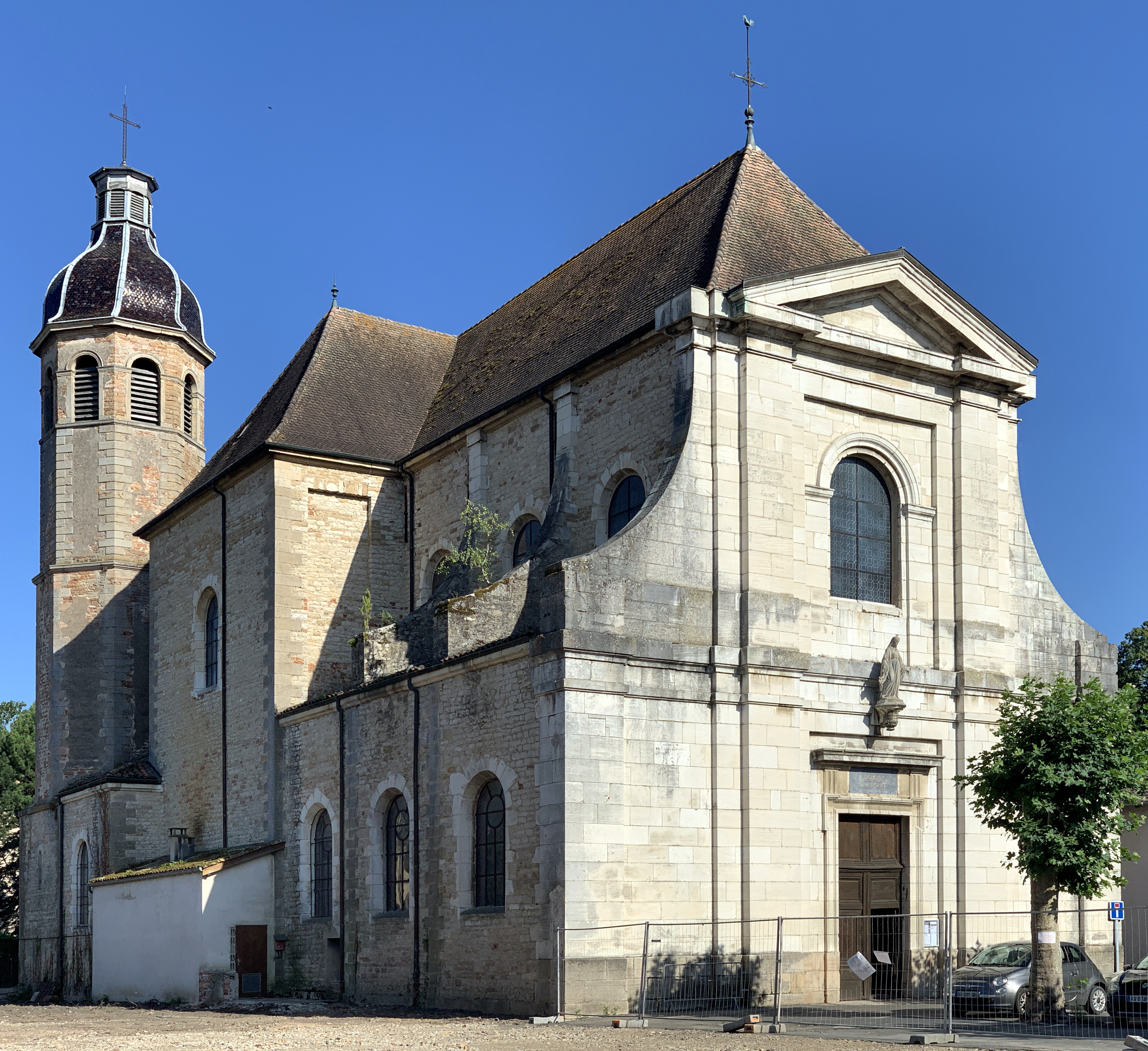
Église Notre-Dame.

Depuis le 1er septembre 2013 et par décision de Pascal Roland (évêque du diocèse de Belley-Ars), le territoire de la commune dépend du groupement paroissial catholique de Pont-de-Veyle. Ce groupement fait partie du doyenné de Bresse compris dans l'archidiaconé Saint-Pierre-Chanel, lui-même partie du diocèse de Belley-Ars. L'église Notre-Dame fait partie des onze lieux de culte de la paroisse et est le lieu de cérémonies religieuses telles les mariages, les baptêmes ou les enterrements. Les messes y sont célébrées occasionnellement en alternance avec les autres églises de la paroisse.
L'église est le seul lieu de culte de la commune, les autres religions ont des lieux de culte à Mâcon dont la religion islamique, avec deux mosquées au sud de la commune, au quartier de la Chanaye. La religion judaïque possède aussi son lieu de culte près de la cathédrale Saint-Vincent. Enfin, on peut citer un temple protestant dans le quartier Saint-Antoine de la préfecture de la Saône-et-Loire.

## Économie

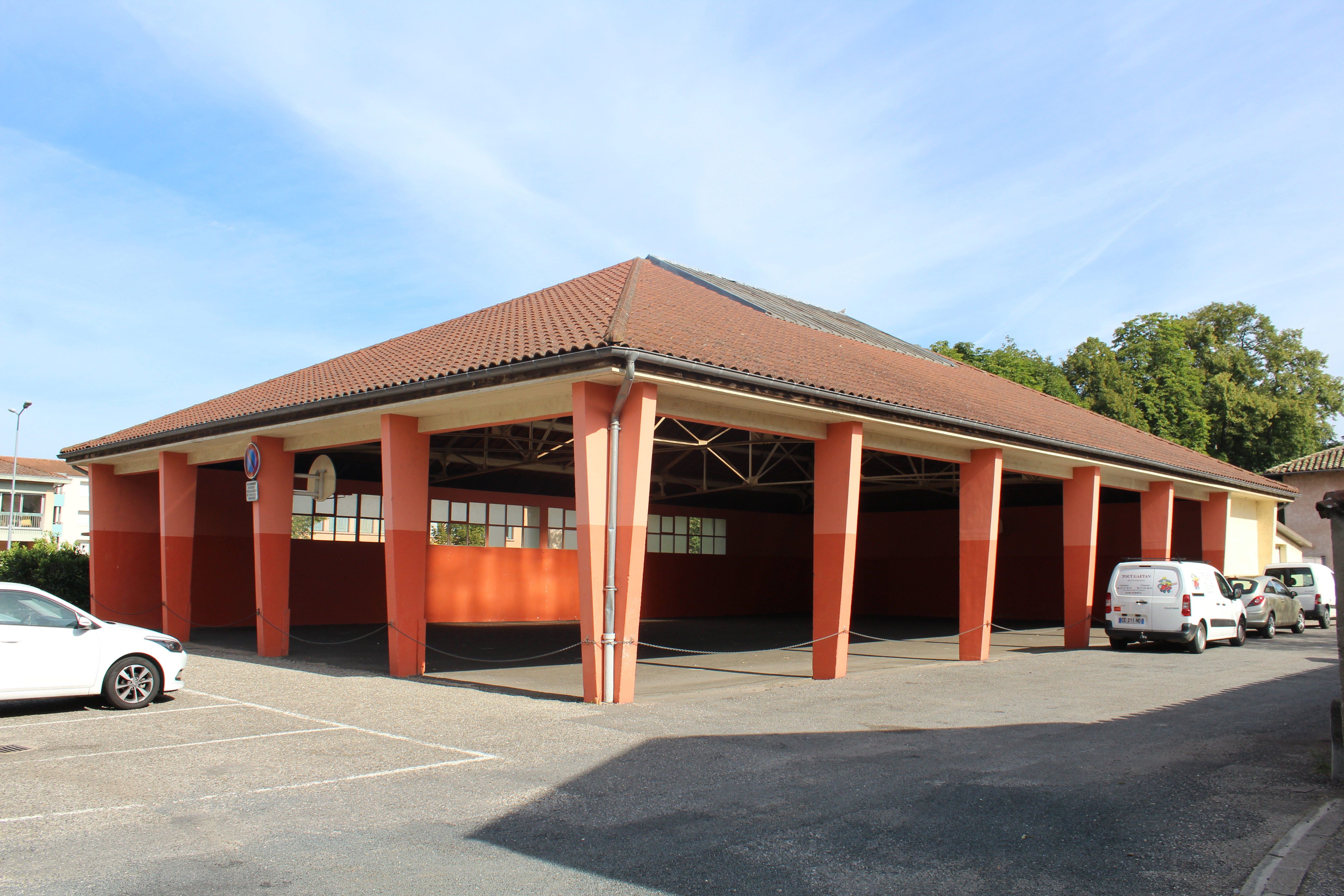
Marché couvert.

Tous les lundis matin, le marché forain est un temps fort de l'activité du village. Sous la halle couverte, les vendeurs de poulets et volailles vivantes animent le village.
Le territoire communal est exigu, ce qui a obligé les pouvoirs publics à développer des zones d'activités en périphérie dans les communes voisines. Au sud à Laiz, la zone d'activités des Balloux regroupe diverses entreprises et un supermarché. Au nord, dans le secteur de la gare, on trouve le centre commercial de la Samiane.
La situation géographique du village à proximité de Mâcon et de Lyon ainsi que la proximité d'axes routiers importants (RN 79, A6, A40) attirent de nouveaux habitants soucieux d'une nouvelle qualité de vie.
L'ancien canton de Pont-de-Veyle est essentiellement rural, regroupant commerces, professions libérales et services. Les principaux employeurs de ce territoire sont la laiterie de Grièges et les carrosseries isothermes Lamberet dont le siège social est à Saint-Cyr-sur-Menthon.

## Culture locale et patrimoine

### Lieux et monuments
Pont-de-Veyle est baignée par la Veyle et ses nombreux bras et affluents ce qui lui vaut son surnom de petite Venise Bressane.

#### Parc du château
Le château fut construit et dirigé par Lesdiguières, comte de Pont-de-Veyle, au début du XVIIe siècle. Un premier château est cité en 1249. Augustin de Parseval voua sa vie à sa rénovation et à l'aménagement d'un parc à l'anglaise. Sa descendance l'embellit encore. À la suite de la succession du général de Saint-Didier, il fut acquis par la commune en 1976, moyennant la somme de 830 000 francs. Il fut peu après loué aux compagnons du tour de France de 1979 à 2015 (compagnons qui réalisèrent un remarquable travail de rénovation du château : notamment la réfection de la toiture du bâtiment, classée au titre des Monuments historiques ainsi que les façades). Il était une maison d'accueil des compagnons durant leur tour de France. Le parc (incluant les ponts, les passerelles et la roue à godets, le système hydraulique complet, le portail d'entrée et les fossés subsistants — hors ferme moderne) est inscrit au titre des monuments historiques par arrêté du 29 mai 2020.
Le parc du château grand de 17 hectares permet des balades sur des sentiers ombragés agrémentés de huit ponts d'architecture originale (pont à trois branches, pont américain...) pour le franchissement de la Veyle et la Petite Veyle. Les serres du château ont été rénovées pour accueillir des expositions et manifestations locales.

Parc du château.
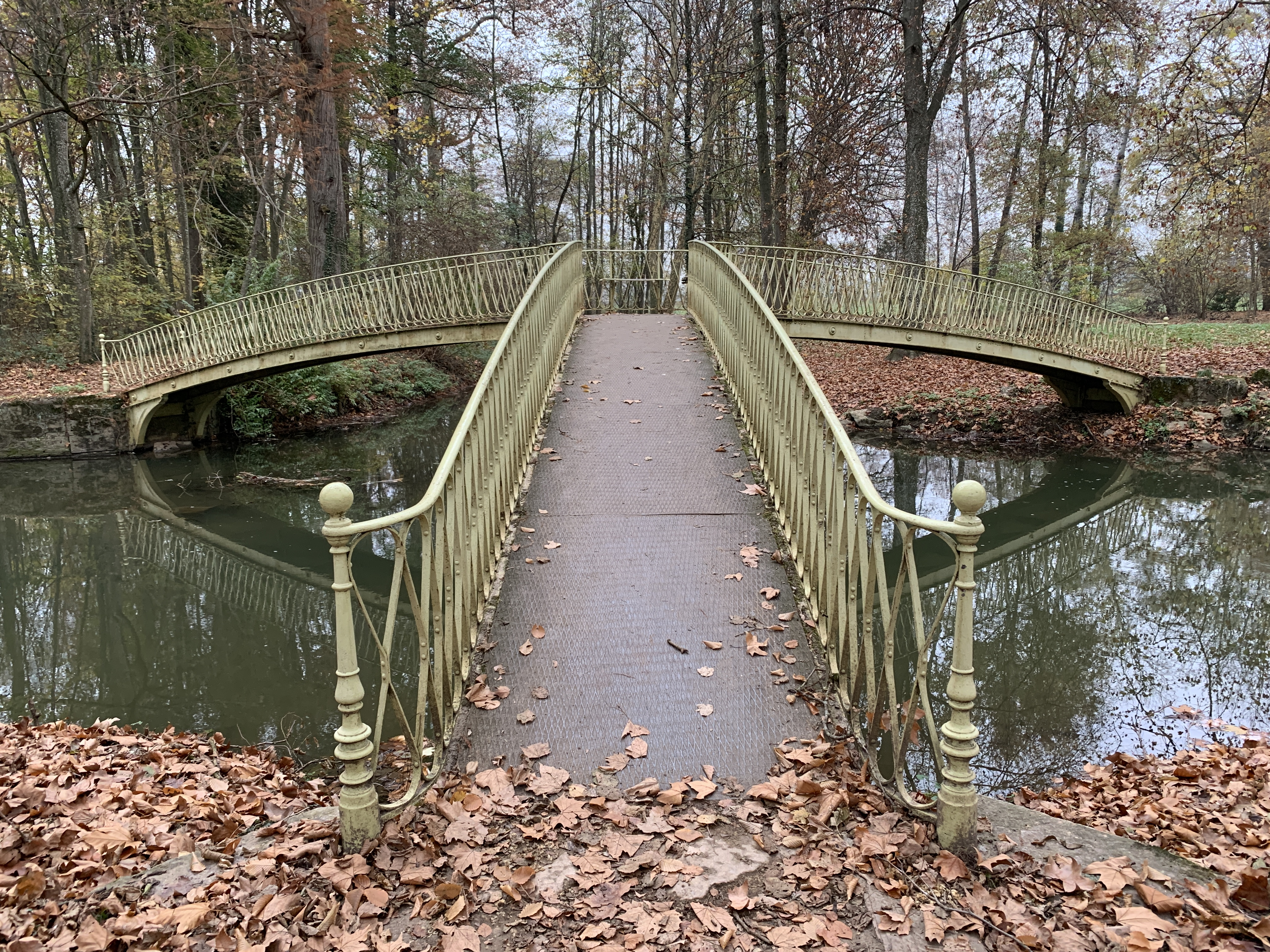
Pont à 3 branches.
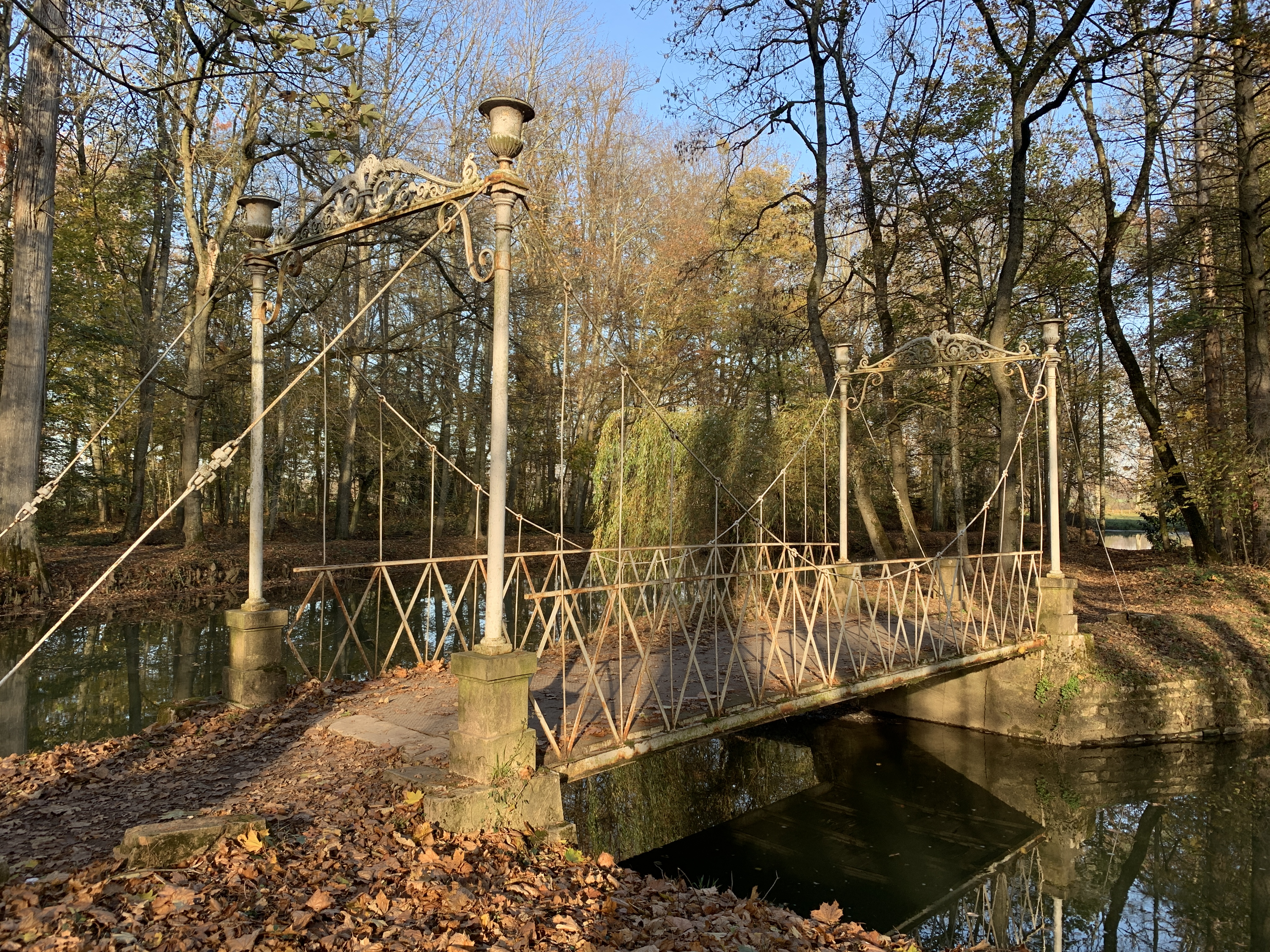
Pont suspendu.
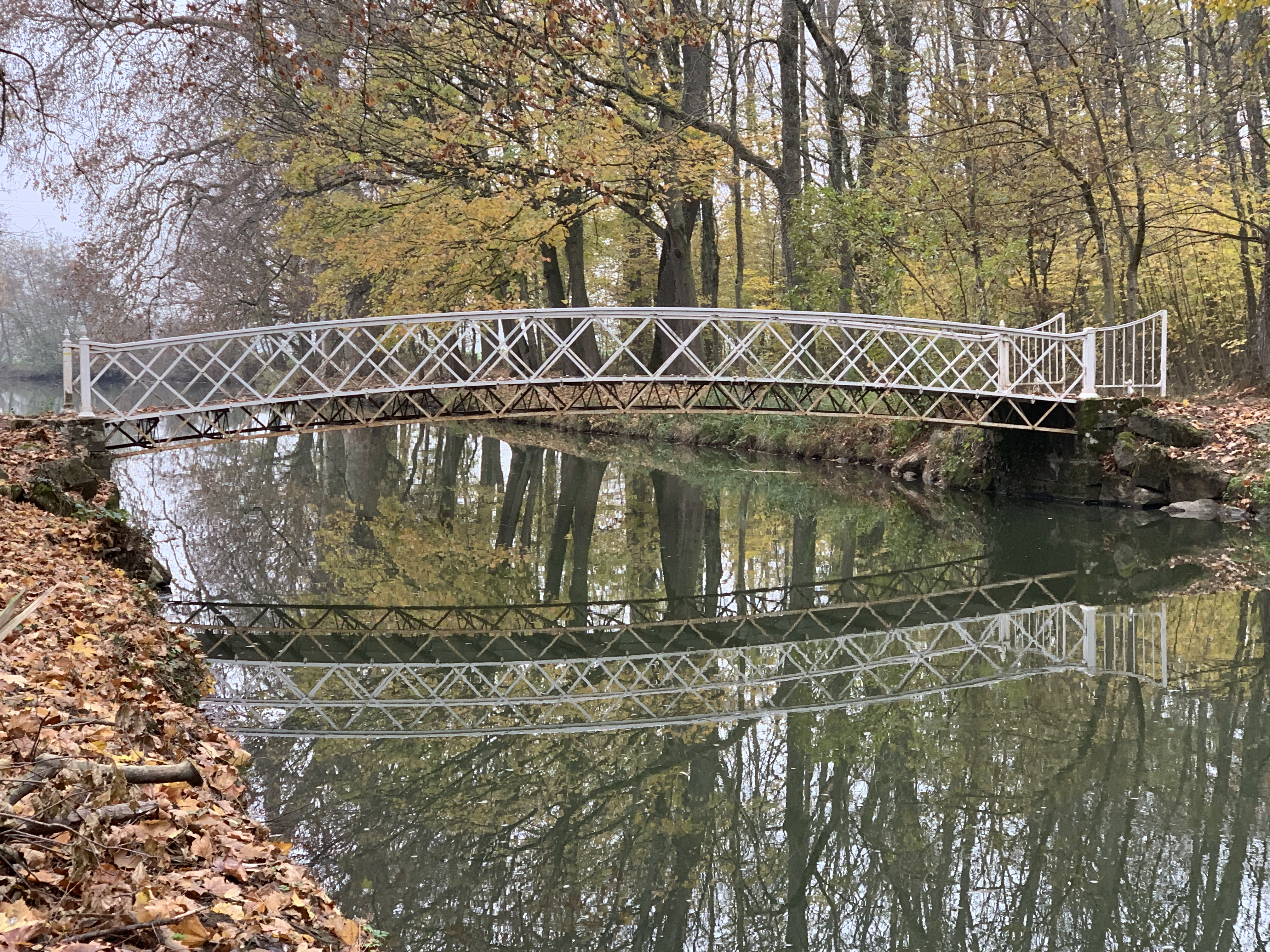
Pont américain.
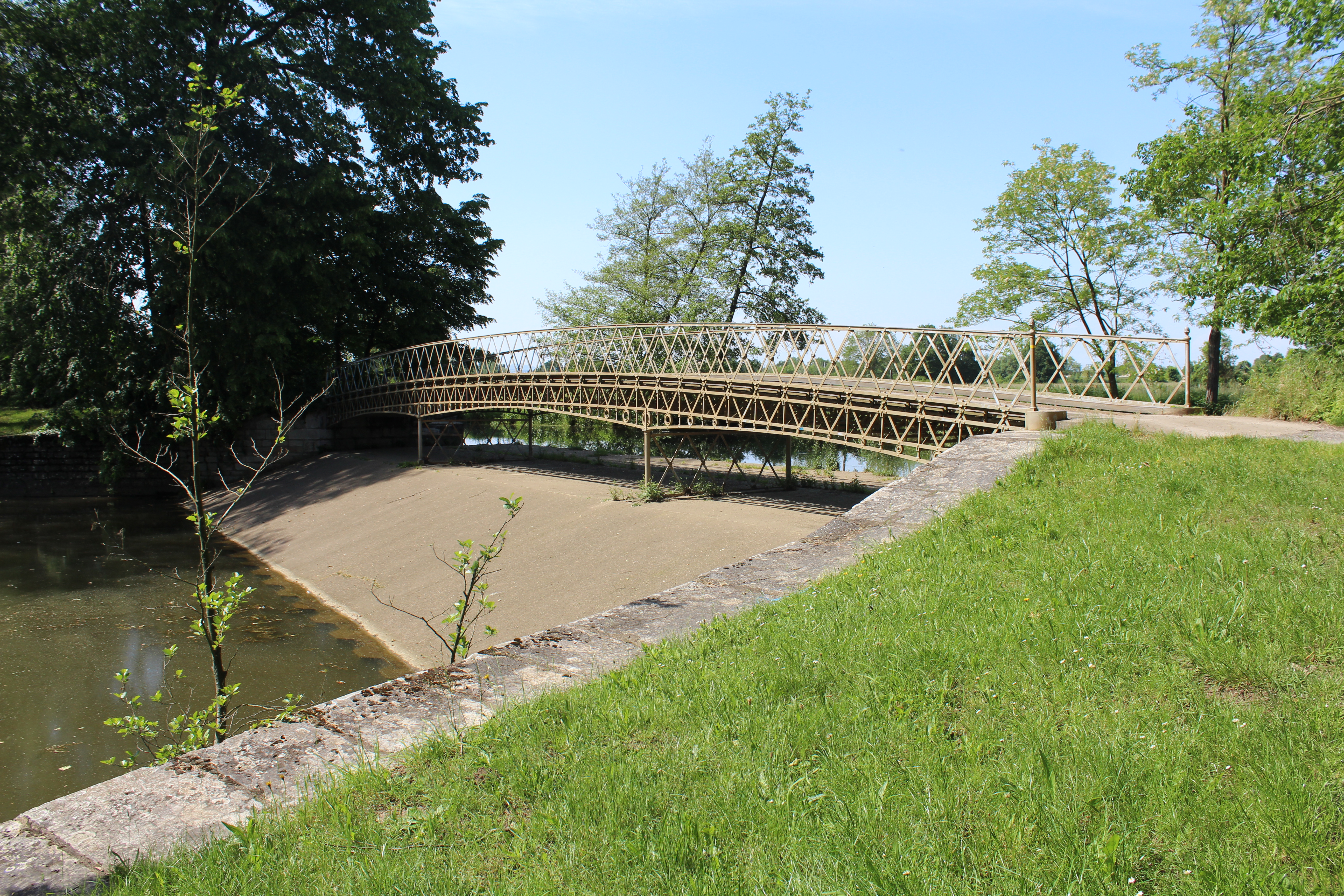
Pont de la Cascade.
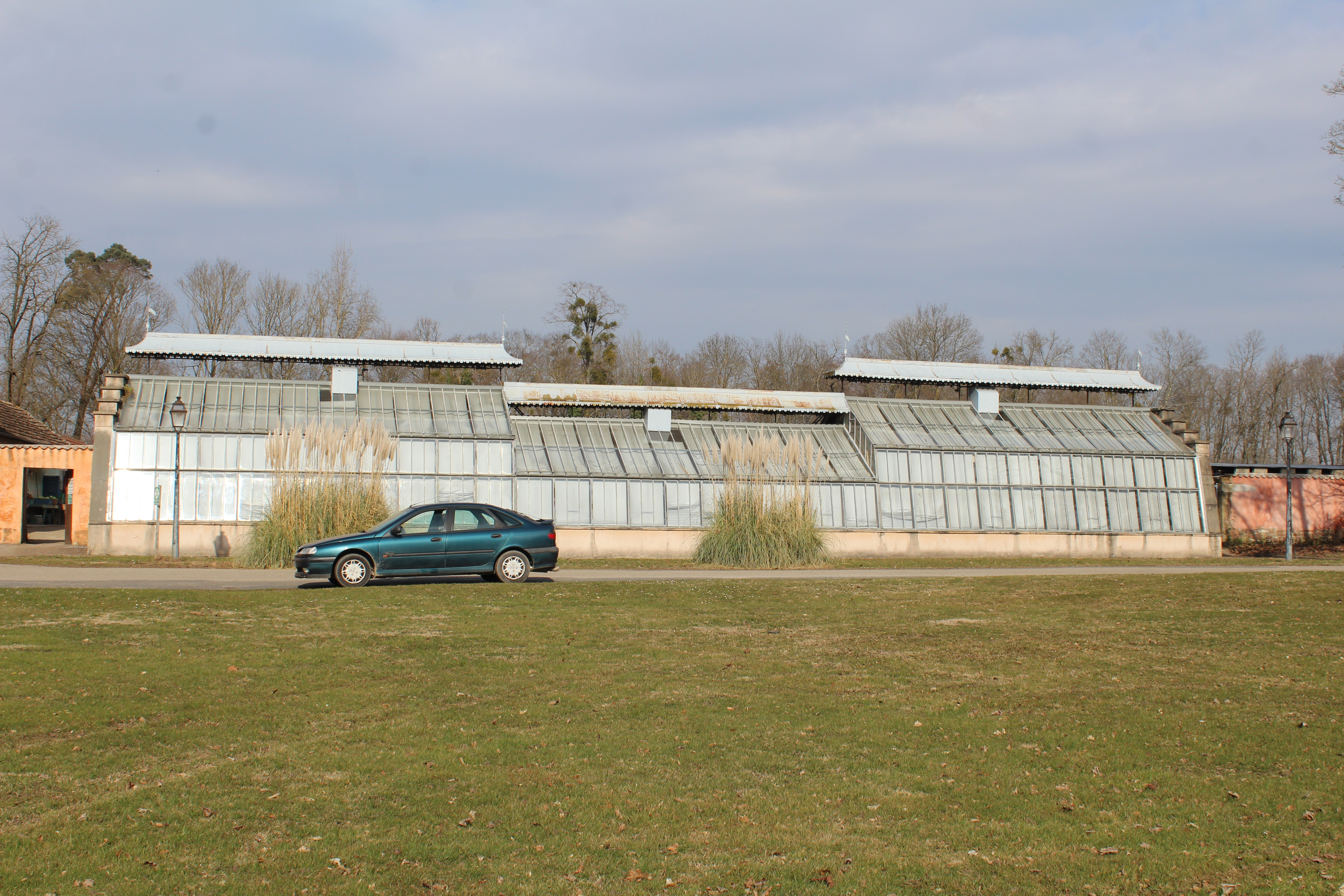
Les serres du château.

#### Patrimoine médiéval
Plusieurs bâtiments témoignent du passé médiéval de Pont-de-Veyle. La Tour de l'Horloge (ou Tour Manguet) en est le meilleur exemple puisqu'elle est la dernière tour existante parmi les quatorze de la cité fortifiée du XIVe siècle. L'immeuble Dagallier, appelé aussi la maison du Guetteur et localisée près de la tour de l'Horloge, est classé monument historique depuis 1972.
Dans la même rue, le logis du gouverneur de Savoie, ou la maison des Seigneurs, est localisé à l'intersection de la Grande rue et de la place du Marché. Il est classé monument historique depuis 1938. D'autres vestiges témoignent du bourg fortifié, les premières fortifications pourraient dater du XIIIe siècle et ont été restaurées au XVIe siècle.
Plus au sud, l'église Notre-Dame est un monument historique depuis 2008. Quant au Vieux Pont, il existe depuis le XIIe siècle et était originellement en bois. Il fut mentionné pour la première fois en 1322. Plusieurs fois détruit puis reconstruit, ce pont vit son arche centrale détruite par les troupes allemandes en retraite le 3 septembre 1944.
- Ancienne église de Pont-de-Veyle.

Monuments de la commune.
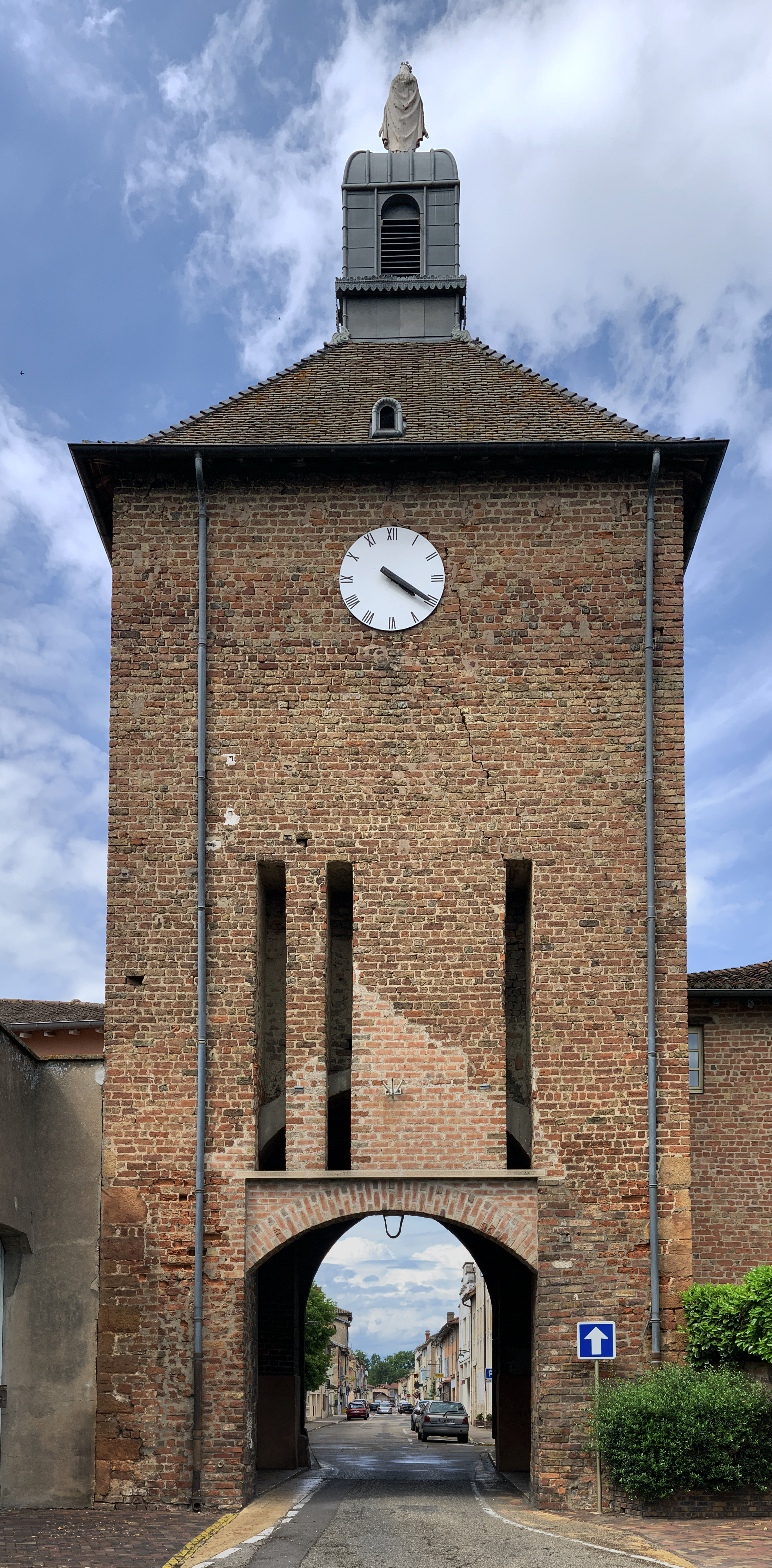
La tour de l'horloge.
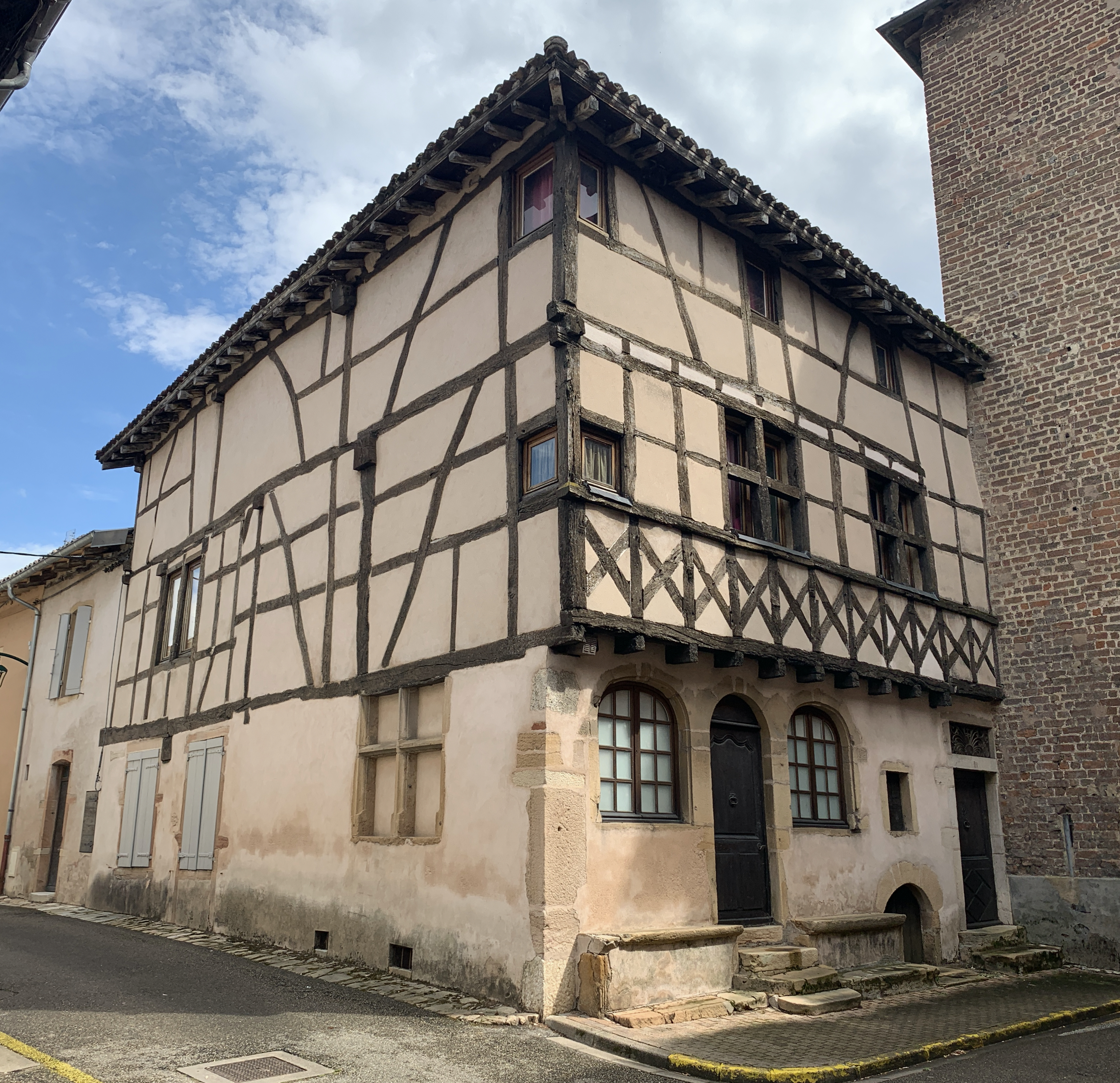
La maison du guetteur.
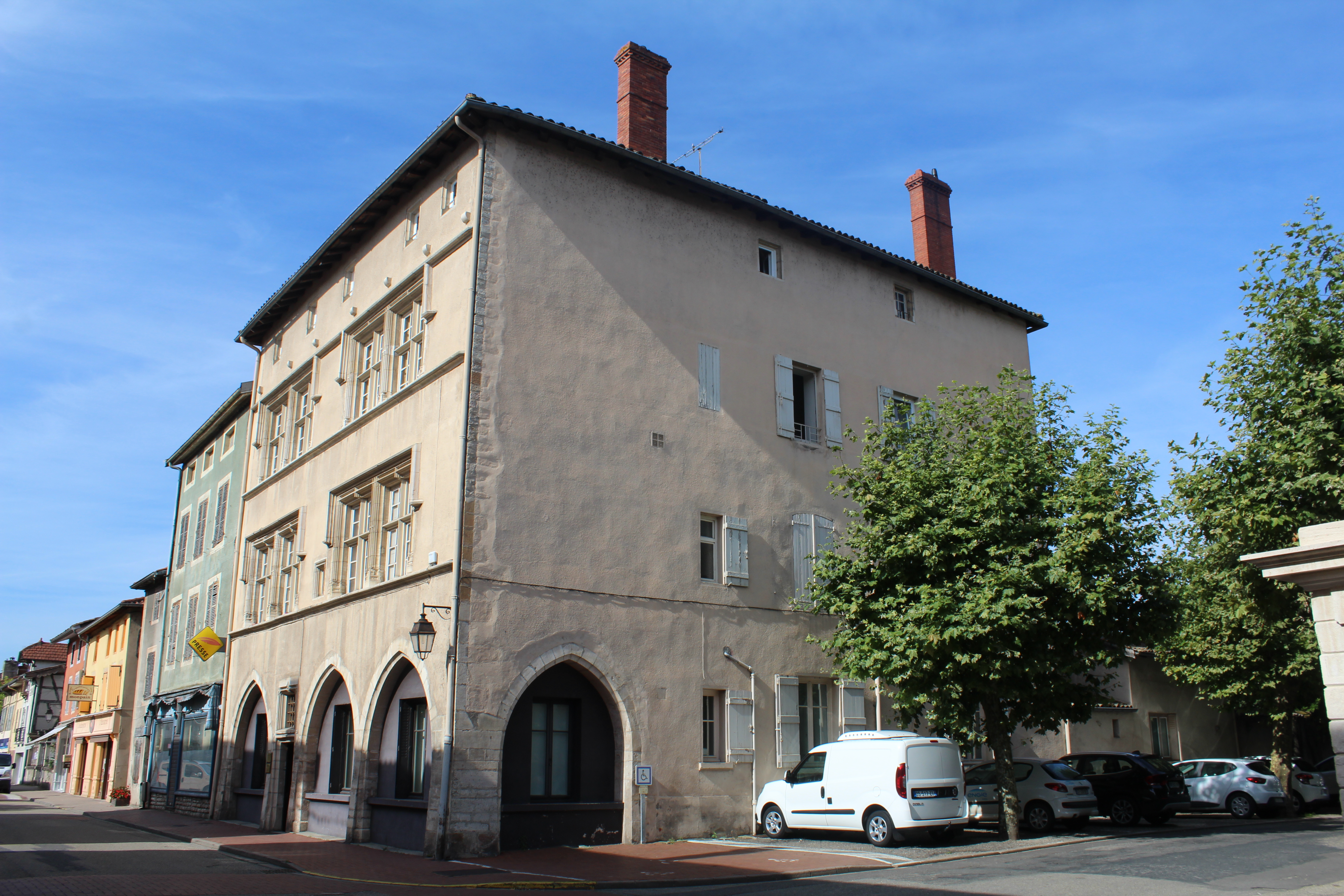
Le logis du gouverneur de Savoie.
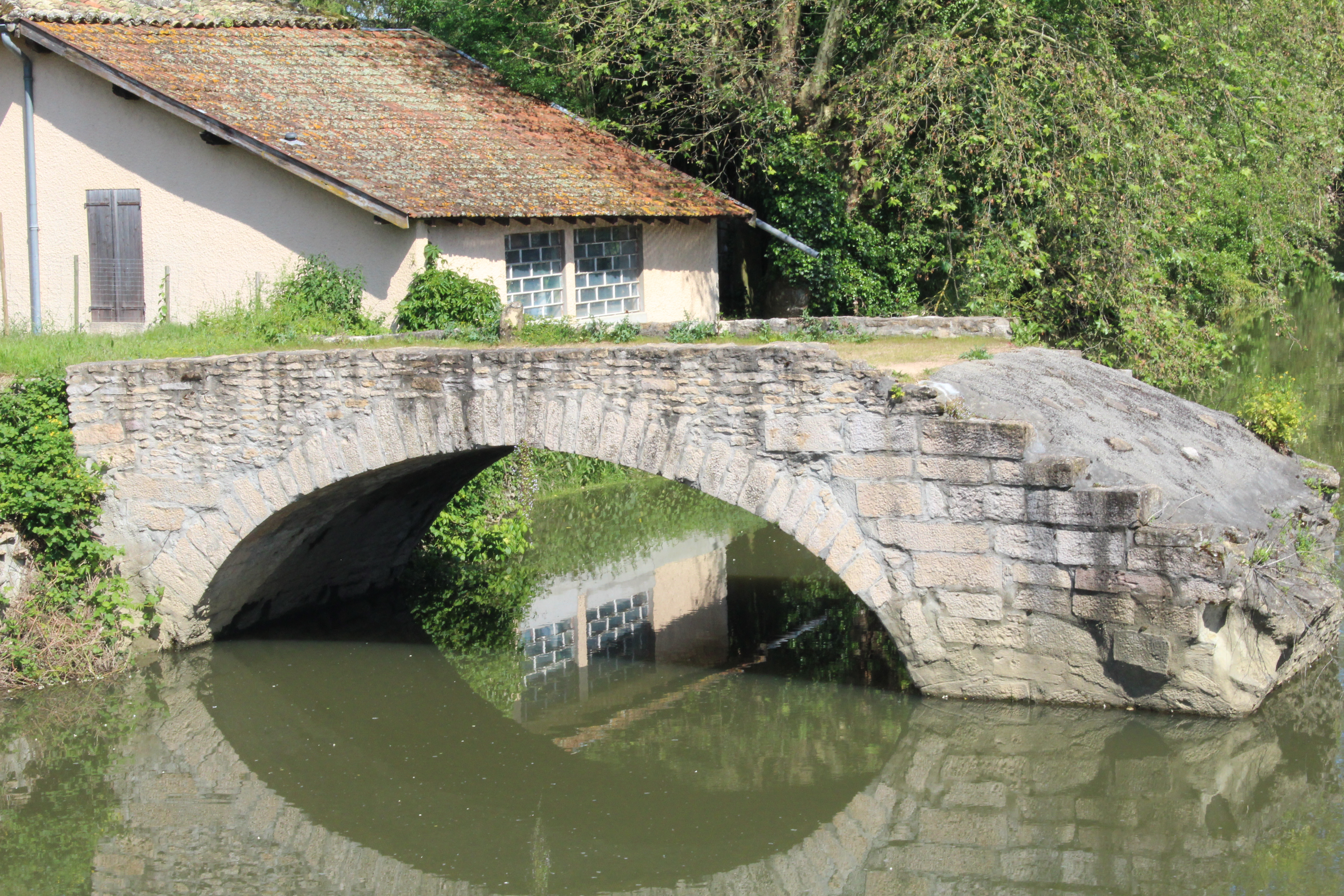
L'arche nord du Vieux Pont.

#### Autres monuments

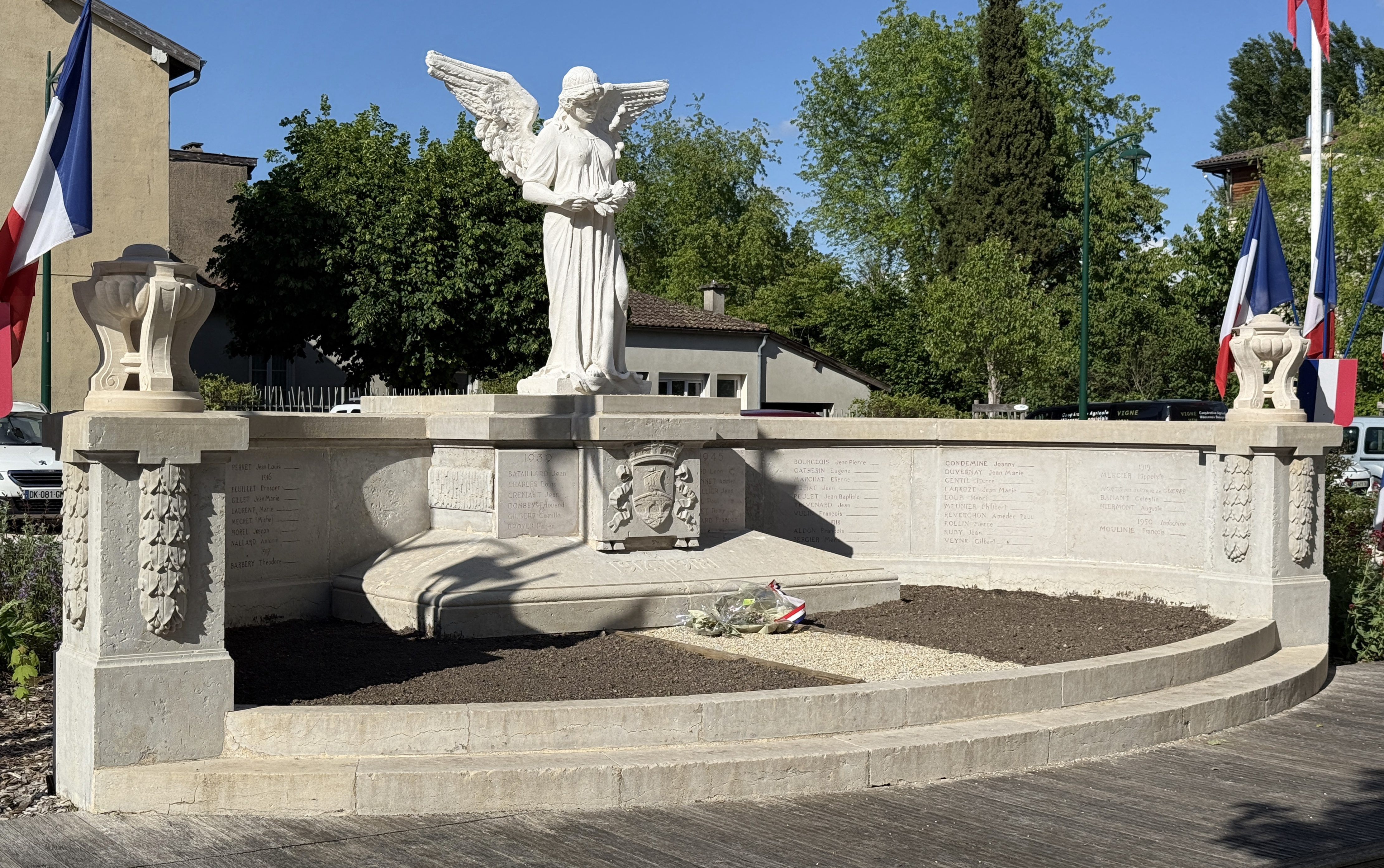
Monument aux morts.

Pont-de-Veyle étant une commune traversée par les eaux, elle accueille des lavoirs et des fontaines. Trois lavoirs sont situés au bord de l'ancien fossé de l'enceinte médiéval de la ville. Le premier se situe vers la place du Marché, le deuxième est près de la place Bellecour et le dernier se trouve entre les deux édifices, le long de la rue de la Poste. Sur la place de l'Ormeau trône une fontaine ainsi qu'une autre sur la promenade de l'Éperon.
Sur la place du Marché, on trouve le marché couvert où chaque lundi, les forains vendent leurs produits sur les étals.
La commune n'oublie pas ses concitoyens tombés au combat. En face de l'église, un monument sur lequel est inscrit le nom des soldats de Pont-de-Veyle morts pour la France honore ces combattants. Situées jusqu'en 2024 le long de la rue du Jouvancy, deux stèles se trouvent côte à côte près du monument aux morts pour honorer les résistants et les civils victimes de la barbarie nazie.

### Héraldique
| Blason de Pont-de-Veyle | Blason  | D'azur au pont droit d'or d'une arche et deux demies de sable ombrées d'argent, maçonné de sable, sur une rivière de sinople, agitée d'or, mouvant de la pointe, sommé d'un mât d'or, dont la vergue porte une voile enflée d'argent et au pavillon tiercé en pal d'azur, d'argent et de gueules, le tout dans une filière d'or. |
| Blason de Pont-de-Veyle | Détails | |

### Gastronomie
Les spécialités culinaires sont celles de la région bressane, c'est-à-dire la volaille de Bresse, les gaudes, la galette bressane.
La commune se situe dans l'aire géographique de l'AOC Crème et beurre de Bresse depuis 2012,, et de l'AOC Volailles et Dindes de Bresse,. Dans la commune, il est autorisé de produire le vin IGP Coteaux de l'Ain sous les trois couleurs, rouge, blanc et rosé,.

### Films tournés dans la commune
En 1953, le cinéaste amateur Pierre Larfouilloux tourne le film Promenade au pays de Pont-de-Veyle. Ce documentaire fait découvrir le village à travers ses habitants et ses coutumes.
À l'automne 1997, l'équipe de Laurent Achard s'installe dans l'Ain pour la réalisation du film Plus qu'hier moins que demain sorti en 1999. Des scènes ont été tournées dans la commune ainsi qu'à Grièges, Châtillon-sur-Chalaronne et Neuville-sur-Ain.

### Personnalités liées à la commune

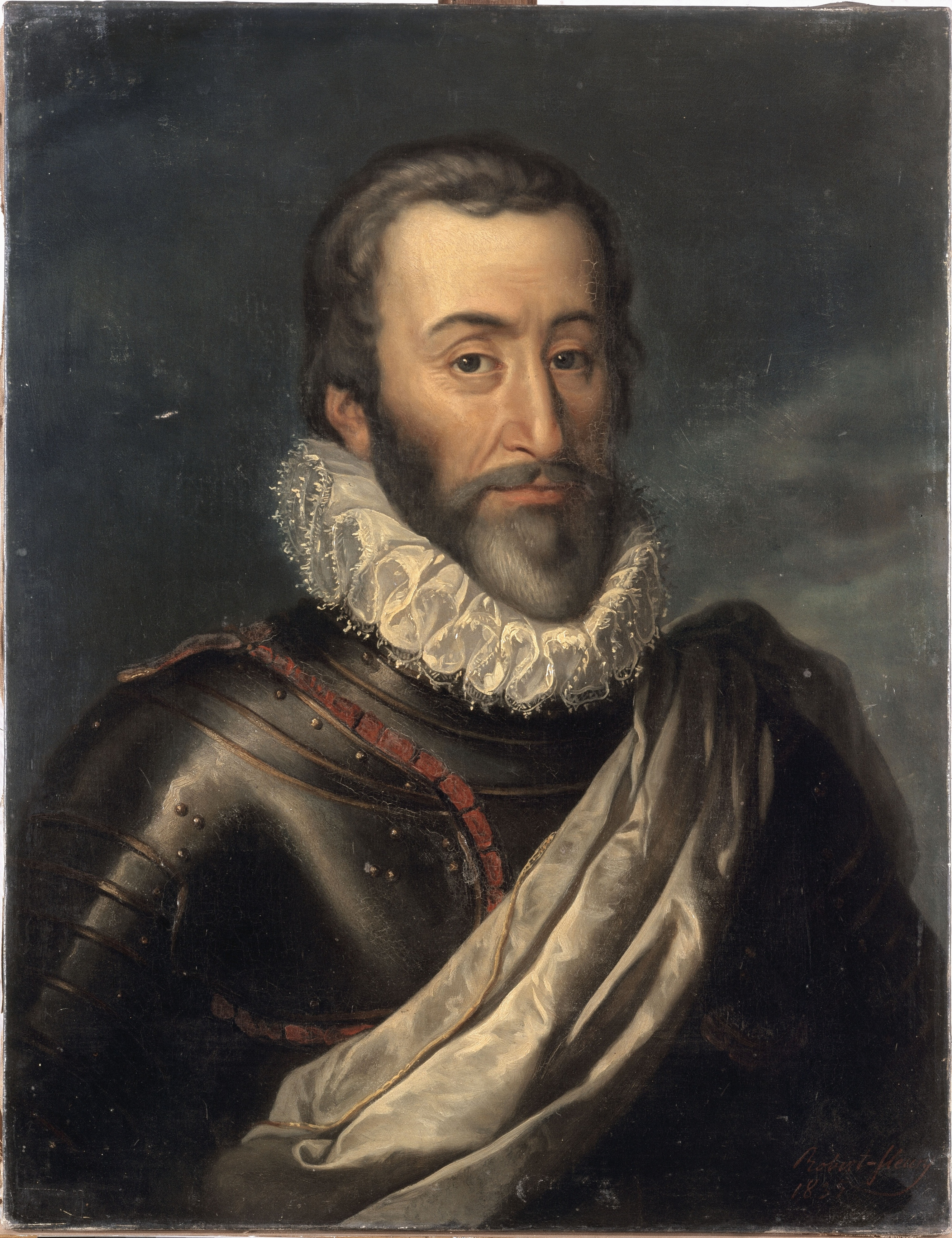
François de Bonne.

#### Personnalités nées dans la commune
- Paul Hoste (1652-1700), théoricien français de la guerre navale.
- Claude Rabuel (1669-1729), mathématicien.
- Antoine de Fériol de Pont-de-Veyle (1697-1774), auteur dramatique et administrateur.
- Jean Philibert de Tardy de La Carrière (1741-1813), homme politique français.
- Jean-Louis Carra (1742-1793), journaliste et révolutionnaire.
- Paul François Tondu[95] (1782-1832), né à Pont-de-Veyle, préfet de Saône et Loire.
- Jacques Tondu (1827-1900), homme politique français et ancien maire de la commune.
- Étienne Goujon (1840-1907), maire du XIIe  arrondissement de Paris de 1879 à 1900.

#### Personnalités décédées dans la commune
- Maurice Lenormand, organiste titulaire du grand orgue de la cathédrale Saint-Vincent de Mâcon de 1906 à 1966, décédé à Pont-de-Veyle le 19 janvier 1981[96].

#### Autres personnalités
- François de Bonne de Lesdiguières (1543-1623), comte de Pont-de-Veyle qui dirigea la construction du château.